# 進め!電波少年
『進め!電波少年』（すすめ でんぱしょうねん）は、1992年7月5日から1998年1月1日まで、日本テレビ系列で毎週日曜 22:30 - 22:55 (JST) に放送された、日本テレビ制作のバラエティ番組。電波少年シリーズの第1弾に当たる。

## 概要
「見たいものを見る、したい事をする、会いたい人に会う」という3つのコンセプトの下、アポなし、突撃、ヒッチハイク、さまざまな無茶に挑戦した、テレビ史上類を見ない伝説的バラエティ番組として幅広く認知されている。およそ5年半におよぶ放送期間中、マフィアから暴力団、スラム街までも番組の題材にし、出演者の生命や番組自体の存続にも関わる危険なロケも多かった。そうした事情から、再放送の際には一部カットされている回や欠番になっている回もある。
CS放送では、CS★日テレにて1996年から2000年9月まで、地上波との同時放送が実施されていた他、2010年3月12日から2017年3月まで日テレプラスでも再放送が行われた（1997年6月15日放送分まで）。さらに同年4月9日に初のDVDの発売、それを記念して同年3月31日深夜（4月1日午前）に約7年振りに放送され、同年7月23日にDVD第2弾が発売、さらに同年9月に第3弾、第4弾と続けて発売した。これらの展開に合わせて、電波少年ホームページも2010年3月29日にリニューアルされた。

### 制作の経緯
当初、『笑撃的電影箱』の第1部としてスタートした本番組は、元々はウッチャンナンチャン主演の映画『七人のおたく』の撮影専念のため休止を余儀なくされた前番組『ウッチャン・ナンチャン with SHA.LA.LA.』のつなぎ番組として、制作局から急遽土屋敏男に「何かやれ」と持ち上がったものであった。同番組の出演者のうち、出川哲朗は本番組にもアポなしロケに出演していた他、ウッチャンナンチャンも不定期特番の『電波少年INTERNATIONAL』や『いけ年こい年』にゲスト出演している。
日本テレビのとある人物が、1990年前後のある時『ものまね王座決定戦』（フジテレビ）で松本明子と松村邦洋の絡みトークを見た際、「この2人の組み合わせは面白い」と感じたことで、本番組のMCとしてこの両名の起用が決まった。一方で、当時ビッグタレントにお伺いを立て、自分の本当にやりたい企画もすぐに拒否されるテレビ番組作りにうんざりしていた土屋は、「視聴率を取れなくてもいいからそのストレスを全部ぶつけてやろう」と考えたが、前述の通りMCとしての松本と松村の起用は編成ですでに決められており、当時2人を全く知らなかった土屋は「このツーショットなんて誰も見たくないだろう」と、後述の顔だけのCG合成を決めた。
構成作家の小山薫堂によると、テレビがどこまでやれば取材拒否されるかという境目を探る番組として企画されたという。当初の仮タイトルは『やったろうじゃん』。それではなんだからと、構成作家の都築浩が当時争論の的となった中村敦夫の発言（詳細は『中村敦夫の地球発22時』も参照）に由来した『怪傑電波芸者』を提案。しかし、これに対して製作局長から「芸者はダメ」とNGが出たことを受け、同じく構成作家のそーたにが『電波将軍』と滑舌悪く言ったところ、土屋らに「電波少年か、いいねえ」と勘違いされ、さらに「少年なら『進め』だろう」ということでタイトルが完成した。この『電波少年』および『進め!電波少年』という名称は、日本テレビ放送網株式会社が所有する商標（商標登録番号第3137022号他）にもなった。
「どうせ2ヵ月だけ」のつもりで放送し、社内的にはひっそりと始まった番組ではあったが、初回の視聴率は12%と好調な滑り出しを見せた。また、改編期における海外ロケを中心としたスペシャル『電波少年INTERNATIONAL』や、1997年以降に放送された大晦日特番も多大な人気を獲得。1998年には1月1日に放送されたスペシャルを区切りに『進ぬ!電波少年』へとリニューアルし、以後2003年までの10年強にわたる長期シリーズへと発展した。

### 特徴・内容
スタジオトークではセットを用いず、松本と松村の2人とゲストの顔だけを映し、CGアートをバックにクロマキーで出演者の顔あるいは上半身だけを合成するという、それまでにない斬新な手法が用いられた。たまに出演者の顔が横に伸びたり、破裂するなどの映像効果があったのもこの番組の特徴である。この映像効果を付けるための機械「ヒット9000」は、当時日本テレビを含めても全世界に数台しか無かったという。
また、VTRのナレーションでテロップをつけて突っ込む（「好感触♡」とオチをつける、など）手法もそれまでにないもので、後のバラエティ番組に多大な影響を与えたとされている。画質が悪かろうがスタッフが映っていようがお構いなしに、ストーリーさえ成立していれば放送するスタイルも斬新であった。
形式上は松本と松村がMCであるが、スタッフはロケの内容を知らせないなどMCというよりリアクターとして割り切った扱いをしており、特に松村には当日のゲストも知らされなかった。ロケの同行スタッフの人数は他番組に比べて少なく、ヒッチハイクの企画では同行ディレクターがカメラマンを兼ねるなど、番組の人気が出るにつれスタッフの人数が反比例して少なくなっていったのも特徴のひとつである。土屋曰く、ビデオカメラの進化、小型化により、少人数でもそれなりの画質を提供できるようになったとのことである。
アポなしロケ
当初は「アポなしロケ」という、松本や松村、ゲストが事前許可（アポイント）を取らず多くの著名人に様々な依頼を敢行するという企画を中心に行われた。そのスリリングさから人気を博したが、たびたび「無礼だ」などと抗議の的となるお騒がせ番組でもあった。海外ロケでは、ホテルを予約せずに安い金額でホテル探しをするのが定番であった。
アポなし企画は政治家をネタにすることも多かったため、松本と松村の2人は永田町周辺ではブラックリストに載っていたとされている。南アフリカ共和国でのロケでは実際に当時の大統領ネルソン・マンデラと対面し、わざわざ日本から来た松村に驚くどころか感心していた。他にもアポなしでマフィアのボスに会いに行ったり、暴力団の事務所に行ったり、夜のスラム街に行ったりと、生命に関わる危険なロケも多かったが（松村は拳銃で脅されたことすらある）、それが視聴者の興味をそそり高視聴率を記録した。またアポ無し取材で原水爆禁止日本協議会（原水協）に「核廃絶推進番組」のお墨付きをもらったこともある。
一方で、本番組が世間で徐々に有名になると、次第にアポなしロケで突撃しても相手から歓迎されるようになり、土屋はこの企画の限界を感じた。ほどなくして「アポなしロケ」に変わる新企画を考えた結果、下記の通り海外を貧乏旅行する「ヒッチハイク企画」を思いついた。
ヒッチハイク企画
1996年4月に始まった猿岩石の「ユーラシア大陸横断ヒッチハイク」によって番組は空前の人気を博し、社会現象とまでなった。この企画を機に、以降無名のタレントを使ってまさに体を張った体験取材企画が中心となった。その結果、前出のアポなし取材は1997年以降ほとんど行われなくなり、立場の薄れた松村も後述の理由から降板を余儀なくされた。

## 出演者

### 司会
- 松本明子
- 松村邦洋

### ナレーター
- 木村匡也
- 西本聖（1994年11月20日放送分での「西本投手にナレーターになってほしい!」というコーナーのあと、当日放送分の番組後半のみナレーターを担当）

### その他の主な企画出演タレント
- ふかわりょう
- ドロンズ
- ビビる
- 千原兄弟
- 山田花子
- アニマル梯団
- 雨上がり決死隊
- 爆笑問題
- 浅草キッド
- ハウス加賀谷
- つぶやきシロー

## 代表的な企画

### アポ無しロケ
憧れの227cmの岡山さんに会いたい!
第1回目の企画。松本が会いたい人は、「羽田のモノレールで見かけた大きい人」ということでスタッフが調査したところ、住友金属工業に勤めている岡山恭崇さんということが判明した。会社に取材申請を入れたが、案の定拒否。しかし、土屋の「いっちゃえ」という独断でロケ敢行。4時間待った後、会社前で帰宅途中の岡山さんを発見。「ファンなんです」「日本一のタカイタカイをして下さい」とお願いし、見事してもらうことに成功。松本は岡山さんにお礼を言いながら見送り感涙し、この様子に土屋が「これだ！」とひらめき、「アポなしで突撃する」というのが番組のコンセプトになった。この辺りについて、最初からアポなしを趣旨としていたわけではなかったが、「事前に打ち合わせをしていなかったことが逆に感動を呼んだ」ことに土屋が気付いたからだと、後年『人生が変わる1分間の深イイ話』で明かされた。
森英恵にスタッフジャンパーを作ってもらいたい
番組開始から3か月ほど経ち軌道に乗りだした頃、松本と土屋が食事をしている時に松本が、「番組のスタジャン欲しいですね」といったところ土屋が「よし、森英恵に頼もう!」と発案し、松本は「エーッ!」と仰天したという。土屋は「絶対無理だろう」と内心確信しており、そのまま後日松本によりこのロケが実行された。ところが森は「いいじゃないの。やりましょう」と逆に面白がり、本当にスタッフジャンパーを作ってくれた。土屋はまさかの快諾に一番驚き、「これが最初の大物ロケの成功だった」と後に語っている。
入れ墨バンドに「バウバウ」って刺青を入れてほしい!
ライブ突入シリーズロケでの第1弾。盛り上がるパンクバンドのライブ会場に松村とスタッフが突入。松村は舞台に上がり入れ墨をお願いしようとするが、会場スタッフに取り押さえられ、舞台下に引きずり下ろされて、警備員や観客にもみくちゃにされる。スタッフが必死に謝ってロケは終了した。
松村は舞台下に下ろされた直後、乱入行為に怒った観客から「なんだテメーッ！」と蹴られた。蹴られて痛かったが短時間の突撃ロケだったため、この時の映像では松村の“今日はこれで帰れる”とホッとした顔が映った。
突入から退散まで3分程度の非常に短いロケであったため、画面右上に秒数を表示させたうえノーカットで放送した。これ以降、ライブ突入はシリーズ化したが、各所で警戒されることが多くなり突入が難しくなっていった。
有名人の豪邸のトイレでウンコがしたい!シリーズ
1996年2月25日に初放送。松村がロケ弁を食べ、その後下剤を服用し便意を催したら有名人にトイレの利用を交渉。ロケ途中で脱糞（失敗）してしまうことが殆どだったが、一度だけ成功した事がある（峰竜太・海老名美どり夫妻宅）。
土屋は1996年当時、アポ無しロケに限界を感じて始めていたが、このVTRに久々に手ごたえを感じたという。よって、撮りだめをして小出し小出しで世間の目を電波少年に引きつけておいて、猿岩石の企画をスタートさせる目論見だった。PART7までシリーズ化され、2010年に発売されたDVDにも特典映像等で収録されている。
村山富市の長い眉毛を切ってあげたい!
村山の眉毛を切ろうと、松村がハサミ持参で社会党本部に乗り込んだ。突然の申し出に最初は難色を示すが、松村の必死の願いに最終的には笑顔で対応。見事成功し、数本の眉毛にハサミを入れるも切り落とした眉毛をなくしてしまう。このアポ無しロケの成功により、以降松村は国会議事堂や首相官邸にも行くことになる。政治に対してナンセンスなこと（「大臣の椅子に座りたい」、「豪華な会議室で電波少年の会議がしたい」など）に挑戦していくこととなる。ある時、松本が国会議事堂を警備する警察官の額の汗を親切心で拭こうとしたが、危害を加えると思われて危うく公務執行妨害で捕まりかけたことがある。このように怒られることもあったため、その後永田町は出入り禁止になった。
アラファト議長とデュエットしたい!
ヤーセル・アラファートに会いに、松本はパレスチナからヒッチハイクを重ねて議長府に訪れた。銃を持った警備員がいたためアポ無しで突撃はできず、建物の前で数時間待った。その後アラファトの関係者の若者が現れ、交渉の末、5分だけの条件でアラファトとの面会を許可された。裸で身体検査をした上で部屋に通された松本は、アラファトを目の前に携帯カラオケマイクを持って、「てんとう虫のサンバ」の冒頭を替え歌にして「アラファト私が夢の国」と歌った。アラファトと一緒にデュエットで歌ってほしいという企画だったが、歌を知らないアラファトには歌ってもらえなかったものの、面会に通されて歓迎された。ちなみに松本は、会った時点で嬉しくて「アラファトさ～ん」とハグしようとしたが、警備員たちの銃の安全装置を外す音を聞いて、慌ててハグを辞めたという。後年アラファトが逝去した際は、ナオト・インティライミとともに直接面会した数少ない日本人として松本に取材が殺到することになった。
一億円棋士、羽生善治と金銀飛車角桂馬香車歩落ちで戦いたい!
松村が羽生の自宅を突然訪問。「対決したい」との旨を伝えたところ了承してくれた。羽生は王しか使えないという最悪の条件だったが、松村は駒の動かし方さえわからず対局中に羽生に教えて貰っているような有様であり、それを覆して松村に勝利している。
フリーメイソンに入会したい!
松村が芝公園にあるフリーメイソンの日本の本部に押しかけ、玄関のインターホンを鳴らして会員にしてくださいと繰り返した。年配の男性職員が対応したが会員にはしてもらえなかった。
吉本隆明に息継ぎの仕方を教えてあげたい!
海水浴場で溺死しかけてニュースにもなった吉本の自宅に、水を溜めた魚用の水槽をもって押しかけた。吉本は愉快に応じて水槽に顔をつけて息継ぎの練習をした（アポなし訪問の主旨がよく伝わっておらず、実際は息をとめて顔をつけただけだった）。
明石康代表に明石焼を食べさせたい!
出川哲朗が成功させたロケ。
この高価なお茶碗で、ご飯が食べたい!
『人生が変わる1分間の深イイ話』2008年6月9日放送分で紹介。坂本瀧山（陶芸家）製作高級茶碗で松本がご飯を食べた。坂本曰く「用の美」（実際の使用時こそ、陶器の美しさそのものが最大限になる、という意味）。
ドラクエのバレエにスライムで出演したい!
松村がバレエ「ドラゴン・クエスト」の初演（1995年、スターダンサーズ・バレエ団）にスライム姿での出演を依頼するというものだが、結果は即座に拒否。バレエ団関係者はこの時の松村の行為に怒り心頭だったという。
天才登山家・野口健が思わず登ってみたくなる大きな男になりたい!
エベレストを残し、全ての登山成功で世間の注目を浴びていた野口に登ってほしいと松村が頼み込み、成功させたロケ。
上記以外にも、経営が危なくなった新宿末廣亭を「広末亭に改名すればいい!」と、勝手に作った看板を持って山田花子が突撃するも、受付で門前払いされたり、フランスのポール・モーリアを松本が訪れ、作曲を無理やり懇願。「ネコなんだもん」というタイトルで作曲してもらうことに成功するなどの企画も放送された。

### その他の企画
渋谷のチーマーを更生させたい！
番組初期の名物企画。放送当時、社会問題になっていたチーマーたちを立ち直らせたいと、松村がチーマーに変装し、渋谷のセンター街へ。更生した若者には更生証明書を渡す準備をしていた。だが近づくやいなや、あっという間に大勢のチーマーに囲まれ、路地の奥へと引っ張り込まれていく。カツラをはぎ取られ松村であることが判明、また隠しカメラも見つかりチーマーは激昂する。皮ジャンをはぎとられた松村は、チーマーたちに腕をつかまれどこかへ強引に連れ去られようとするもなんとか腕を振り切りロケバスへ逃げ込み、辛うじて最悪の事態は免れた。この企画の影響で、不良少年たちの間で松村の知名度が悪い意味で上がり、プライベートで住所や移動車のナンバープレートなどを割り出され、執拗な嫌がらせに苦しむこととなってしまう。
本当に強いのか体を張って確かめたい！シリーズ
ユン・ピョウは本当に強いのか体を張って確かめたい
日本テレビ本社前、仕事を終え車に向かおうとしていたユン・ピョウ（元彪）を待ち伏せしていた松村がハリセンで「ユン・ピョウ覚悟〜」と襲いかかる。しかしハリセンは届かず、周りの数人のボディーガードに捕まった挙句本気で蹴られ、ユン・ピョウからも攻撃を喰らうなど散々な目に遭う。当時のプロデューサーの篠木は「これはテロだ」と、オンエアに反対したが、スタッフでもう一度見直したところウケが良かったのでオンエアした。このあとジャッキー・チェン（成龍）アーノルド・シュワルツェネッガー、宮沢喜一とシリーズ化する。
牛のゲップを吸い切りたい（地球温暖化を食い止めたい）！
温室効果が二酸化炭素の20倍もあるとされるメタンが多く含まれた牛のゲップを松村が吸い取る企画。さらには3年後、一人の力では温暖化が食い止められないとして、出川哲朗、山崎邦正、ウド鈴木の3人が加わった『牛のゲップを吸い切りたい（団体戦）』も行われた。
本番組以外でも、同様の企画が2008年6月8日放送の日本テレビ開局55年記念特番『Touch! eco 2008 明日のために…55の挑戦?スペシャル』のコーナーとして16年ぶりに復活し、松村と横山裕がこのロケに挑んだ。
NHK紅白に出たい！
松本のはかない願いから、「紅白に出たい！」とNHKに猛アピール。頻繁にNHKに通っていた。紅白歌合戦の最中、NHK前で前述の「ネコなんだもん」を絶唱。紅白にも「入れてやれ」という意見が多く届いたという。2年後、遂に合唱団員として潜入し、その年の紅白のステージに立った。NHKのカメラに松本が映し出されたが、手には「紅白もらった」という幟があった。後に松本がNHKのバラエティ番組のゲストとして出演時に、必ずと言っていいほどこの映像が紹介される他、「ネコなんだもん」は『天才てれびくん』のエンディングテーマとしてNHKの電波に流れることともなった。
バツイチになりた〜い！
松村と実際に婚姻→離婚する女性を番組で募集、プレゼントとして指輪（婚約指輪扱い）が用意された。これに当時26歳の看護師（交際相手なし）が応募した。後日、松本が実際に中野区役所へ婚姻届を提出したが、当時25歳だった松村は“今夜この人とヤレるんだ”と勘違いして1人テンションが上がっていた。しかし3日後に離婚届を提出した時は、本気で落ち込む松村の様子が放映された。これにより、松村は戸籍上「バツイチ」となっている。約20年後、松村はこの企画の女性と伊丹空港で偶然再会した。
松村の本名を変えたい！
放送当時はバルセロナオリンピックに沸く1992年。飛躍の年にすべく五輪にちなみ、「松村バルセロナ」に戸籍上の改名をしようと番組側が提案。実家に行き松村が父に「お父さん、ここでひとつ松村バルセロナという名前に改名しようと思うんです」と告げたところ、父は「そら、えかろうよ」「名前はお前のものだから」と何と了承。家庭裁判所に申請し、結果を待ったが家庭裁判所が却下したため、許可は下りなかった。この時の松村と裁判官のやり取りは、ニュースの裁判報道のようにイラストで表現された。
未成年の犯罪を防止したい！シリーズ
池袋西口公園(通称：池袋ナンパコロシアム)にたむろする若者たちを松村が注意するシリーズ。第一弾の「男子中高生のナンパを注意したい!」ではナンパを注意しようとしたところ大量の若者に取り囲まれて肩をパンチされるなど散々な目に遭い、続編の「エアMAX狩りをやめさせたい！」では当時人気のナイキエアMAX95を履いた松村が、（しかも靴が目立つようにとパンツ一枚で）西口公園に1人で突入するも、すぐに人がたかり蹴られるなどの暴行を受ける。さらに、エアMAXを履いていることをチーマーたちに気づかれて一気に襲われたためにロケバスに戻ったが、靴を盗まれてボロボロになっていた。だが、接着剤で靴下の裏にくっつけていた靴底だけは死守したと満足げだった。
青島東京都知事に会いたい!
何かと理由をつけては「青島さんに会いたい!」と、青島幸男に会うために東京都庁を突撃し、その度に断られ続けていたが、十数回に渡るアタックの末海外にてようやく対面。「電波少年迷惑でした?」という問いに青島は「いやいや、時間とってあげたいんだけど」と回答。一方で、都庁サイドからは「いい加減にしろ」と相当な圧力があったという。
アポなしサンタ
リースの掛かっている家に、サンタに扮した松本と松村がプレゼントを渡しに行く企画。プレゼントのおもちゃは松本・松村が玩具・ゲームメーカーに赴いて直接ゲットしたもの。電波少年にしては珍しく毒気の無い企画で「年に1度の心温まる企画」。1995年12月24日放送分ではこの企画の1時間スペシャルが放送されている。『進め』終了後は『雷波少年』に移行。また、『進ぬ』でも小池栄子がプレゼントを持って「アンコールワットへの道の舗装」の応援へ向かう『小池栄子のアポなしサンタ in カンボジア』が行われた。
無敵のセールスマン
ふかわりょうがカラオケボックス専用ゲームソフト、『電波少年的ゲーム』（開発はハドソン。後にセガサターン・プレイステーションで全国発売）をセールスマンとして売り歩く企画。電波少年INTERNATIONALではマイクロソフトのビル・ゲイツ会長にも自宅に赴き売り込みを図ったが、敷地にも入れず、さらには不審人物扱いされ失敗に終わった。この企画は『進ぬ』初期でも引き続き放送された。
48時間テレビ
1992年8月に、本家の『24時間テレビ』に対抗して電波少年独自で『48時間テレビ』と題したイベントを行った。この功績が本家に認められたのか、1993年の『24時間テレビ16「愛の歌声は地球を救う」』に松本・松村がチャリティーパーソナリティとして参加した（正式には「お手伝い」という名目）。
行くバウ来るバウ
1992年の大晦日、受験生の合格祈願を願って、除夜の鐘に合わせて松村の持ちギャグ「バウバウ」を108回受験生と一緒に叫ぶ、という企画。集客人数の見込みを大きく上回る1万人もの受験生が集まり開催が危ぶまれるが、無事決行された。しかし、あまりに人が集まりすぎたため用意していた合格祈願のお守りや豚汁を配ることが出来ず、余興として企画されていたカラオケ大会は中止せざるをえなかった。
電波少年刑事
ビビるが出演。ある事件の取材中に被害者女性宅をカメラで撮影し、110番通報されるトラブルが発生。取材は打ち切りとなり、警視庁からの抗議を受けた日本テレビから土屋が厳重注意処分を受けた。無敵のセールスマン同様、『進ぬ』初期に1回のみ放送された。後に『雷波少年』で『雷波少年刑事』という企画も放送された。
郁恵ちゃんの母乳が飲みた〜い
1996年の榊原郁恵が次男を出産して間もない頃、松本が郁恵・渡辺徹夫妻の自宅に突撃して彼女の母乳を飲ませてもらう、という企画。アポ無し訪問では、応対した渡辺に自宅に上がらせてもらえたが、松本が企画内容を話した途端、彼に激怒されて失敗に終わった。その際、渡辺からは「（体当たりのロケ番組であることは知っていたため）番組が企画を考えたこと自体は許すが、ここに来たお前の精神が許せない。いくらスタッフに言われても、『お二人（郁恵・渡辺夫妻）にはお世話になってるからできません』と、なんでその一言が言えなかったんだ」と説教されたという。
ジャイアント馬場さんに番組の感想を聞きたい
とある放送分にて、ジャイアント馬場に本番組の感想を聞くため、電話をかけてくれるよう呼びかけ、放送中彼からの電話を待った。しかし、番組にかけてきたのは馬場のモノマネ口調で話す視聴者たちだけで、本人からはかかってこなかった。
抗議の電話を受けたい
本番組に何人かの人から抗議の電話が来ていたことから、その中の1人に松村が直接謝罪に行くというもの。電話で抗議を入れてきた相手に「念のため」と言って、住所と名前を聞き出した。後日松村が相手の家に押しかけて土下座すると、この模様を放送した後その人物からは抗議の電話は来なくなった。
上記以外にも、番組から電波子（現：滝島梓）というアイドルタレントを生み出し、それの妹分・電波子2〜28号を登場させるという企画や、女性タレントの広告ポスターに対し「小便を漏らしているようだ」と抗議していた（地方）議員に、「それはお漏らしとは言わない」と松村が自らオムツ姿で出向き、実際にお漏らししているポスターを持っていった企画も放送された。

### ヒッチハイクシリーズ
お笑いコンビが海外をヒッチハイクしながらゴールを目指すという企画。
のちの番組の顔となり、『進ぬ!電波少年』でも『アフリカ・ヨーロッパ大陸縦断ヒッチハイク』（便宜上本項に含める）、『80日間世界一周』などとシリーズ化された。

#### ユーラシア大陸横断ヒッチハイク
1996年4月、番組オーディションに参加した当時無名のお笑いコンビ猿岩石（有吉弘行、森脇和成）が、土屋に「電波少年INTERNATIONAL」の香港会場で前説をするように頼まれて連れていかれた。しかし、番組の放送中に突然呼び出されて、そこで「ユーラシア大陸をヒッチハイクで横断、ロンドンがゴール」という壮大な目的を果たすよう告げられる。もともとTake2が本命として企画されたものであったが、深沢邦之が当時新婚であったため断られ、代わりに半年間のスケジュールが全く白紙だった猿岩石が起用された。
軽い気持ちで引き受けた2人だったが、中国入国の際にビザが必要であることを知らず、いきなり香港で数日足止めを食らうことになった。所持金の10万円はすぐに底をつき、その後は日雇いアルバイトをしながら食費、交通費を稼ぎ心身ボロボロになりながらヒッチハイクを繰り返し西へと向かった。
インドを過ぎた辺りから高い人気が出始め、視聴率は急上昇。結果、他の企画が押されるはめとなり、松村降板にもつながった（後述）。爆風スランプによる応援歌「旅人よ」も発売されたり、ヒッチハイク時代を書いた『猿岩石日記』もシリーズ累計で250万部のベストセラーになったりと反響は大きかった。
この企画において、猿岩石は全行程をヒッチハイクだけでゴールしたとされていたが、道中でタイ・バンコクからミャンマー・ヤンゴン間（約６００キロ）、ヤンゴンからインド・コルカタ間（約１０００キロ）、イラン・テヘランからトルコ・アンカラ間（約１６００キロ）の３区間飛行機を使っていたことが判明した
。ルートの途中には、国境での外国人入国禁止となった国や内戦や治安が悪いところがあり、安全上の理由から飛行機に乗ったものとしているが、番組内では判明するまで全く触れていなかった。日本テレビの氏家齊一郎社長（当時）は「（バラエティという）番組の性質上、倫理とか道義的な責任はないと考える」とコメントし、各方面から非難を受けた。
また、番組中で猿岩石が「治安の悪い地域で野宿をする」「生水を飲む」といった、実際の旅行者なら絶対に行わない行動をしていることから、バックパッカー経験者からは「番組を真似した視聴者が実際にやれば命に関わる」との警告の声も出ている。
一方で、2人の頑張っている姿に感銘を受けた俳優の渡哲也から石原プロモーションを通じて、日本テレビに猿岩石への「救援物資」提供の打診を行っていたことを、渡が逝去して間もない2020年8月に、有吉が自身のレギュラーラジオ番組『有吉弘行のSUNDAY NIGHT DREAMER』（ジャパンエフエムネットワーク）で明らかにしている。日本テレビ側が丁重に断ったため、物資の提供こそ実現しなかったが、猿岩石の帰国後に石原軍団開催のパーティーに招待されるなど、渡との交友関係が続いた。
幾度のリタイヤの危機を乗り越え、1996年の10月にゴール。ゴールの模様は、日本テレビアナウンサー（当時）の船越雅史が実況レポートを担当し、当初は10月19日に生放送が予定されていたが、当日に読売ジャイアンツが出場する日本シリーズ第1戦の中継が入ったため、急遽10月22日の同時間帯での録画に切り替えられた。
ゴール直後、番組から「猿岩石をもっと応援したい」として「今度は南北アメリカ大陸縦断」と提案され、日本行きかスタート地点のマゼラン海峡行きのチケットのどちらか選択するよう迫られるが、二人は迷うことなくすぐに日本行きを選択。この件について、日本テレビへ抗議電話が殺到し回線がパンクする事態となった。結局猿岩石は帰国を選択するが、後年「帰りの飛行機の中、（日本行きを選んだことに）スタッフ全員が怒り狂って一切口を聞いてくれず、その顔は般若だった」と語っている。一方で、土屋は著書において「電波少年がお笑い番組なのに感動へ向かっていることに危機感を覚え、猿岩石は絶対に日本行きを選ぶと確信していたからこそ、予防注射をさせるなどの敢えてお馬鹿な演出をした」ことを明かしている。この時、猿岩石が選ばなかった「南北アメリカ大陸縦断ヒッチハイク」の企画はドロンズに受け継がれ（後述）、猿岩石ほどではないが高い人気を博した。
猿岩石は帰国後、西武球場（現：西武ドーム）で凱旋帰国ライブを行ない（猿岩石本人には到着まで内緒）、超満員の客に迎えられた。『ゴッドタン』ドスベリサミットで有吉弘行が述懐したところによると、この時あくまで感動を味わいたかった客の前でネタを見せたが、スベるどころか怒りを買ってしまったという。
本番組の終了後も、2007年よりシリーズ化されたDVD「我々は有吉を訴える」や、2009年の『24時間テレビ』内での企画など、有吉をメインとしたヒッチハイク企画が度々行われた。
また本番組と同じく、日本テレビ系列にて放送されたバラエティ番組『有吉反省会』の2時間スペシャル（2014年3月31日放送分）に土屋が反省人として出演した際、土屋は同番組にて司会を務めていた有吉を巻き込もうとするが、この時は逆に有吉が土屋に対して「日本縦断ヒッチハイク」を言い渡し、土屋自身の禊として「日本縦断ヒッチハイク」を決行している。

#### 南北アメリカ大陸縦断ヒッチハイク
1996年10月末、電波少年の前説を担当していたドロンズ（大島直也、石本武士（現：ドロンズ石本））に突然カンペが出され、南北アメリカ大陸の縦断ヒッチハイクを命ぜられる。ヒッチハイクといえば猿岩石のイメージが強いが、実際のところ1997年大晦日にゴールするまでにかかった日数は、猿岩石の倍である1年2カ月に及んだ。
猿岩石の時と同様に、こちらも当初からドロンズがこの企画に挑戦する予定ではなく、当初は別のお笑いコンビの出演が内定していたことが、後年明らかにされている。詳細は#松村降板騒動の節も参照。
ドロンズの旅は常に出会いを大切にする旅であり、ドキュメンタリー色が強かった。アルゼンチンで、地元の人のアドバイスにより小学校でスペイン語を勉強し、日常会話に支障がないほどに習得する。その後、入院した病院で同行ディレクターに行動を強制されたことをきっかけに一度ギブアップを宣言するが、協議の結果和解が成立し終了の危機から脱する。ブエノスアイレス州のドロレス(en:Dolores, Buenos Aires)という街では「電波少年番外編」の企画としてはねだえりかとともにドロンズを探していた両親との再会を果たし、突然の出発で顔も合わせる暇がなかった家族に対し改めて旅の出発の挨拶をする。ペルーでは地元テレビ局のプロデューサーに気に入られ、1カ月近くバラエティ番組『リサスイサルサ』(es:Risas y salsa)に出演し、アメリカではキャンピングカーで旅をしている男性に、体調不良になった大島の入院費を全額負担してもらうなど、人との触れ合いが多かった。一方、同行ディレクターが見知らぬ男に暴行される、ヒッチハイクした車がスピードの出しすぎで横転する事故に遭うなど、一歩間違えば生死に関わるようなトラブルも多かった。
同企画でも猿岩石の時と同様にテーマ曲が作られ、TUBEの前田亘輝による応援歌「君だけのTomorrow」がヒットを記録した。書籍としても、企画と並行して『ドロンズ日記』全5巻が、また旅の完結後にムック本「全ドロンズ―Whole lotta Dorons with comic」が発売された。
ゴールの模様は、1997年12月31日の大晦日にNHK紅白歌合戦の裏番組として生中継され、当時の紅白の裏番組としては最高視聴率である15.9%を記録。翌日1998年1月1日の元日には、特番『電波少年INTERNATIONAL14』がウッチャンナンチャンをゲストに迎えて放送されるが、ED時に「実は 進め!電波少年は本日をもって終了します」と書かれたボードを突然見せられ、ドロンズが呆然としたまま番組は終了する。
帰国後、ドロンズは24時間凱旋帰国ライブを行なった（全24回だと知らされたのは1回目のライブ直後である）。その後同年4月より新たにスタートした『雷波少年』にて、ロバのロシナンテとともに日本をヒッチハイクして縦断する企画に参加した（雷波少年#ドロンズ関連を参照）。
これらの企画が終了したあと、ドロンズはフジテレビの『DAIBAッテキ!!』『DAIBAクシン!!GOLD』にていずれも司会を務めた。いずれの番組にも当時「チェキッ娘」として出演していた野崎恵は、その後「電波少年的15少女漂流記」に参加している。

#### アフリカ・ヨーロッパ大陸縦断ヒッチハイク
ヒッチハイク完結編。シリーズとしては唯一お笑いタレント以外による企画であり、朋友（伊藤高史、チューヤン（謝昭仁））が務めた。ゴール時には、猿岩石・ドロンズがともにスタジオゲストとして出演し、ゴールの瞬間を見守った。

## エピソード
- 伊藤悟は、電波少年の企画で、松村が赤ちゃんの恰好で養子にしてくれと自宅に無理やり入ろうとした企画について、押し問答の末、その場でディレクターに抗議をし、映像化しないよう求めた。後に、伊藤は「ゲイのカップルは子供ができないからかわいそう」という思い込みでアポなしを行ったことに驚き、暴力的な感じさえしたと述べている[16]。
- 一時、台東区上野に仕事がないイラン人が沢山いたことから[4]、本番組の初回の放送で、「イラン人AD募集」として日本語の流れないペルシャ語だけの映像を流した（映像の意図は後日判明する）。土屋は視聴率よりも視聴者を驚かせたい気持ちで流したらしい。実際に一人のADが採用された。
- 上記の後、元暴力団員のADを募集したこともあり、実際に採用された元暴力団員は後にプロデューサーに出世した[注 11]。
- アポなしのロケに急遽抗議が入って放送できなくなり、穴埋めとしてアルプスの美しい風景を1分ほど流したことがある。この手法は電波少年ヨーデル祭りなど、「進ぬ」以降も何度か行われた。
- ゲストに明石家さんまが来た際、照明がないことや雪山を歩きまわる、動物と闘うといった番組のスタイルに驚き、「なんぼギャラ積まれてもやらん。あかん」と語り言葉を失っていた。
- 番組初期には当時物議を醸していた悪魔ちゃんや、構成作家のおちまさとの妻（当時）がなぜかゲスト出演したこともある。また、ゲストが決まっておらず、急遽日テレ内にいるタレントにアポ無しで出演交渉をすることもあった。
- 松村は「我々が行くところは安全じゃないけど、景色はいい」と語り、松本や土屋も同調している。現にアラスカでオーロラを見たり、砂漠を彷徨ったりと、他番組では味わえないような貴重な景色に出くわしている。
- 土屋は女優・高橋ひとみが番組の熱烈なファンと聞き、ゲストに呼んだ回で「おっぱい見せて欲しい」と番組でお願いしたが（当然ながら）通じる訳も無く、当の高橋はこの言葉にショックを受け、泣いて帰ってしまったという。その模様は放送されなかった。
- 一方で番組スタッフはロケ後、謝罪を繰り返し、オンエアーにつなげた。長濱プロデューサーは「ディレクターや作家の力量もありますが、この番組成功のおおもとは人柄だと思います。僕らは何度も何度も広報の人に頭を下げてオンエアーできるようにがんばってきたんです」と語っている。
- 「松村が貴女のストーカー問題を解決します」として視聴者からの依頼を募集したことがあったが、結局その企画が放送されることはなかった。
- 松本が日本テレビの連続ドラマに出演している時期、そのドラマに出演している俳優がゲストの回では必ずと言っていいほど最後に「先週の電波少年見た?」もしくは、「先週の猿岩石見た?」というセリフを言ってほしいというアポ無し企画があった。
- 土屋は著書やDVDの中で、追いつめられる松村はチャーミングであると評し、この表情が見たいがために過酷なロケを繰り返したと語っている。このキャラクターだからこそ我々は大人のいじめっこにならずにすんだ、と松村の功績を高く評価している。
- 他局の番組でもある『志村けんはいかがでしょう』に出演していた桑野信義に、コント中に志村けんに対して台本にないセリフとして「このハゲ」と言うように命じたことがある（その命令は実行され、その模様は実際に番組内でオンエアされた）。
- 採用されなかったが、企画会議では「ナベツネをツネツネしたい（顔や身体をつねる）」、「ジャンボ尾崎のパットを足で止めたい」という案も出たという[4]。
- ある時松村から「以前、交番の前でウンコしたことがある」との話を聞いた土屋は「それは自首案件だな」と面白がり、番組の企画として警察署に向かわせた。しかし、警察官に自首の理由を説明した途端、「舐めてんのか！」と激怒されて大事になりかけ、土屋と共に謝罪してなんとか許してもらった[4]（放送されたかは不明）。

### 松村降板騒動

#### 裏番組発言
1997年4月13日に朝日放送（ABC）制作・テレビ朝日系列で全国ネット放送された『ゴールデンナイター』阪神×巨人戦（甲子園）に松村がゲスト出演。阪神ファンである松村は、阪神が勝利した喜びに興奮して、「この後、『サンデージャングル』（テレビ朝日系列のニュース・スポーツ番組）を見て下さい!!」と発言。松村は、当時土曜日の『サタデージャングル』レギュラーであったことから、姉妹番組を応援する発言を行なった。
本来『サンデージャングル』は23:00からの放送で、本番組は22:30からの放送だが、当日は直前に放送されていた『おしゃれカンケイ』が60分スペシャルであったため、本番組も30分遅れで23:00からの開始となっていた。このため、『電波少年』の裏番組を宣伝する発言をしたという理由で、松村は強制的に番組出演を自粛させられてしまう。もっとも、当日はプロ野球中継の延長により、『サンデージャングル』も同じく30分遅れの23:30からの放送となっており、結果的に本番組とは放送時間が重複しなかった。

#### テレゴングによる処遇
その後、松本だけでスタジオ収録が行なわれ、松村のロケのVTRはもちろん、過去のVTRにおいても松村の顔にモザイク処理を施すなどして、松村を徹底的に排除した放送が続く。この仕打ちに松村もまいり、スタジオ収録中の松本に謝罪と復帰を懇願する電話を入れ、松村に悪気がなかったことは認められたが、自粛中に視聴者から「松ちゃんを辞めさせないで!」という意見と、「よくぞ松村を辞めさせてくれた!」という意見が2通ずつ届き、松村に対する世論が拮抗したため、テレゴングによる視聴者投票によって松村の処遇を決めることとなった。
その結果、「許してあげる」：1,340,946票（49.2%）、「許してあげない」：1,383,836票（50.8%）となり、42,890票（1.6%）の差で「許してあげない」に決定した。
その後、視聴者から「松ちゃんを許してあげて!」という意見が多数寄せられたため、松村はすぐに復帰を果たす。ところが、今度は逆に「松村を許してんじゃねーよ!」などの苦情が殺到したとして、再度降板となる。すると、態度をはっきりしない日テレに対して「ふざけてんのか!」という苦情が寄せられるようになったとして、番組内で（木村匡也が軽薄な口調で）「ふざけてます（笑）」と回答、結局松村は復帰する。これにより、松村の降板騒動は再度炎上することとなった。
この間は「レギュラー司会者争奪サバイバルシリーズ!」と称して松村と当時の若手芸人とのVTR対決が行われていた。

#### 突然の降板
しかし、1997年大晦日のドロンズゴール特番には出演するものの、翌日の新年特番にはなぜか出演しなかった。以降『進ぬ!』での出演もなく、大晦日が結果的に最後の出演となった。この突然の降板について番組や本人からは何の挨拶も説明もなく、その後の番組内でも松村について一切触れていなかったことから、土屋は降板騒動について「実はマッちゃんがノイローゼになったとか周囲から言われて心配していた」と語ったが、何の挨拶もなかったことについては「電波少年に花束はいらねぇだろう」の一言しかコメントしなかった。この時、松村の降板に対する抗議電話は一本もなかったという。
『進め!』末期では一時期松村のロケしてきたVTRがほとんど放送されず、松村が「僕のロケ映像が全然放送されない」と言い、深夜のフィラーの時間に『松村邦洋のひとり電波』という5分程度のミニ番組が放送されたが、2回で打ち切りとなった。
松村降板の影響は、前出の「大陸横断ヒッチハイクシリーズ」第2弾にも波及する格好となった。当初、同企画の開始に先立って行われたオーディションにおいて、お笑いコンビ「スープレックス」（川島省吾、秋永和彦）が出演者として内定していた。ところが、スープレックスが松村（や猿岩石）と同じ太田プロダクション所属であったことから、松村降板の煽りを食らって彼らのヒッチハイク企画内定も取り消しとなり、その代替としてマセキ芸能社所属のお笑いコンビであるドロンズが、同企画に参加することになったのである。

#### 真相について
後年、土屋は自身の著書の中で「番組改編であり、最初から決まっていた」と証言している。これは、以下の事情によるものである。
- 番組が有名になったことで、アポなしロケをしても相手が歓迎してしまうという、今までのケースが成立しないロケも出てくるようになった。
- 猿岩石の大成功から、「これからはヒッチハイクが主になる」と考えていた（前述も参照）。
- アポなしの顔である松村も「豪邸でウンコ」シリーズなどで奮闘したが、結局「自分の出番が無い!」ということ自体が一番ウケていた。

これらの事情から、「司会進行役の松本は残すにしても、その後の番組の構成上（松村は）外さざるをえなかった」としており、すなわち、「アポなし企画をやめる以上、（立場的にも）松村の降板は避けられなかった」というのが真相であった。したがって、前述の「サンデージャングル発言」は全くの無関係であり、松村も実際はただ台本に従って発言しただけであった。そして、テレゴングによる視聴者投票や、松村の処遇に対しての視聴者からの意見及び苦情は、実はスタッフによって意図的に行われた演出であり、ひっかけも何も無かったことが明らかにされた。
一方で、「『進め! 電波少年』といったら松村」と、土屋もその功績を認める発言をしている。

#### 降板後の松村
本番組を降板後、松村は芸能人として一時期低迷し、当時レギュラー出演していた番組もいくつか降板している。特に最低迷期には『高田文夫のラジオビバリー昼ズ』（ニッポン放送）と『アッコにおまかせ!』（TBS）の2本しか出演がない時期も存在した。その反面、本業のモノマネ芸を磨くことができたとも語っている。
後年、朝日放送（ABC）の『ナンバ壱番館』に松村が出演した際は、「嫌がらせがなくなったが、自分が街に出ても相手にされなくなった」と紹介された。同番組では具体的な番組名は出していないものの、「松村の発言で降板を余儀なくされた」という解説があった。
2021年1月から民放衛星テレビ局のWOWOWにて放送を開始した『電波少年W 〜あなたのテレビの記憶を集めた〜い!〜』では、松本と共に松村も同番組の司会に起用され、23年ぶりに電波少年シリーズに復帰することになった。

## 放送リスト
- 放送時間：日曜 22:30 - 22:58（28分）
『笑撃的電影箱』前半枠

| 放送日 / 内容 |
| --- |
| 1992年07月05日 - ゲスト：高田純次 - 憧れの227センチの岡山さんに会いたい - 渋谷のチームを更生させたい - 松村邦洋の本名を変えたい - イラン人AD募集（前編） |
| 1992年07月12日 - ゲスト：渡辺正行 - 視聴者の皆様の生の反応を聞いてみたい - イラン人AD募集（後編） - 松本明子の1000万円大輸送! - 夜中の交番で取り調べを受けている人は何をしたのか - 所属のアイドルにそろそろ脱いでもらいたいと思っている社長募集! |
| 1992年07月19日 - ゲスト：三宅裕司 - “松村バルセロナ”改名なるか? - スクープ!桜田淳子の結婚相手!!日テレ社員の独占会見 - お待たせ!続・渋谷のチームを更生させたい - イランAD募集に反響が来た! - 番長募集! |
| 1992年08月02日 - 有権者・松村の開票中ミニ政党めぐり - 三宅裕司「EXテレビ」で約束のバウバウなるか? - 犯罪の決定的瞬間「スリ」 - 177の天気予報を読んでみたい |
| 1992年08月09日 - ゲスト：松本伊代 - 松村邦洋・心霊写真千枚勝負 - イラン人AD募集（その後） - 渋谷のチームを更生させよう!! 3（前編） - つぶれかかっているタレントショップ募集 - 「177で天気予報を読もう」報告 |
| 1992年08月16日 - ゲスト：高田純次 - YAWARAちゃんをバウバウで祝福したい - 渋谷のチームを更生させよう!! 3（後編） - 渋谷のチームを更生させてくれる芸能人募集! - 高齢化社会に我々はどう対応していくべきか?! - ダイアナ妃の離婚をとめたい!! |
| 1992年08月23日 - ゲスト：山田邦子 - 森英恵先生にスタッフジャンパーを作ってもらいたい - イラン人ADオーディション - WOWOWをバウバウに変えてもらいたい |
| 1992年09月06日 - ゲスト：田代まさし - 所属のアイドルにそろそろ脱いでもらいたいと思っている社長募集 - 一般庶民の敵!エスカルゴを食す家庭徹底追跡! - 松本明子のNHK紅白歌合戦に出たい! - 森英恵先生にスタッフジャンパーを作ってもらいたい PART-2 - 借金をかかえた為、深夜誰にも気付かれずに引っ越ししたい人募集! |
| 1992年09月13日 - ゲスト：田代まさし / 中村有志 - 来年の夏に備えて粗大ゴミの中から憧れのクーラーを見つけたい! - 心霊写真1000枚勝負! PART-2 - 渋谷のチームを更生させよう!!（番外編） - 犯罪の現場シリーズ 家出 - 本当に若い女の口臭はくさいのか? |
| 1992年09月20日 - ゲスト：和田アキ子 - イラン人ADデビュー! - スーパーのチラシのモデルになりたい - 絶滅の危機にある番長を探せ! - ユンピョウは本当に強いのか?体を張って確かめたい! - 勝手にヌード写真集を出した荻野目慶子に一言言いたい! |
| 1992年09月27日 - ゲスト：和田アキ子 - 一般公募!素人で脱いでくれる女性 - 吉野家の新社長が作った牛丼が食べたい! - 週間TVガイドの表紙に載りたい - 夜中の薬局に訪れたお客さんに何を買ったか聞いてみたい - 芸能人の記者会見を見てみてみたい - 和田アキ子さんより背の高い女性募集! - 緊急報告!松村極秘入籍! |
| 1992年10月11日 - ゲスト：立川談志 - 松村極秘入籍&電撃離婚!松村邦洋とバツイチになりたい女性が現れた! - 松村自主国際貢献シリーズ 牛のゲップを吸いきりたい! - 渋谷のチームを更生させよう4 （前編） |
| 1992年10月18日 - ゲスト：柳沢慎吾 - 松坂慶子さんのお父さんに「まあ、親娘なんだから仲良くやって欲しい」と言いたい - テレビ雑誌の表紙になりたい! - トイレの落書きを信じてみたい! - 森英恵先生にスタッフジャンパーを作ってもらいたい PART-3 - 渋谷のチームを更生させよう4（後編） - 更生誓約書にサインしてくれる渋谷のチームの方募集! |
| 1992年10月25日 - ゲスト：間寛平 / 柳沢慎吾 - 大物スター達に自ら出演交渉 - 違法駐車を何とかしたい! - TV LIFEの表紙にもっと早く載りたい! - 秋だけど祖大ゴミのクーラーで過ごしたい!! - イラン人ADサエディ企画第一弾! - G馬場さんだけへのメッセージ |
| 1992年11月01日 - せっかくのチャンスだから大物スターに出演交渉してみたい! PART-2 - 山田邦子さんに松村の付き人になるという約束を守って欲しい!! - NHK「みんなのうた」でオリジナルの歌を歌いたい! - 大物作曲家に「みんなのうた」の作曲をして欲しい! - 松村邦洋くんのファンクラブを作りたい! |
| 1992年11月08日 - ゲスト：峰竜太 - ジャイアント馬場さんに番組の感想を聞きたい! - 酔っぱらって寝ている人を起こしてあげたい! - バウバウで流行語大賞を受賞したい! - バツイチになりたい女性（番外編） - 夫と別れたい奥様募集! |
| 1992年11月15日 - ゲスト：そのまんま東 - 脱ぐことを前提としたアイドルになりたい女の子第一次オーディション! - あの奥山プロデューサーに「進め!電波少年」の映画を作ってもらいたい! - リカちゃん人形のタカラにバウバウ人形を作ってもらいたい! - 来て欲しいというタカラの要求に素直に応えたい! - 松村邦洋のあなたの子供を認知します! - 速報!楠田枝里子さんのバウバウ!! |
| 1992年11月22日 - ゲスト：関根勤 - 四谷三丁目のとんかつ「かつ新」を「かつ新太郎」にかえたい! - 峰竜太さんの亭主関白な所を見せて欲しい!! - 脱ぐことを前提としたアイドルになりたい女の子第一次オーディション! PART-2 |
| 1992年11月29日 - 松村邦洋、JUNONで恋愛論を語りたい! - 女子寮の門限破りをチェックしたい! - 1人暮らしのおばあちゃんと24時間過ごしたい!! - 松本明子と一晩お供したい1人暮らしのおじいちゃん募集 - ある大物有名人が電波少年に出たいと言っているらしい!! |
| 1992年12月06日 - バウバウで人間国宝になりたい! - ジェームス三木さんと作詞家同士の話し合いを持ちたい! - ポール・モーリアが作った曲をパリで受け取りたい! |
| 1992年12月13日 - 松村邦洋のフランス人になりたい! IN PARIS - ポール・モーリアさんから“ネコなんだもん”のテープが届いた! - 松村邦洋の心霊写真1000枚勝負 - 今まで内緒にしてたけどどうしても他人に言いたい!という人募集 - 夫と別れたい奥様募集! |
| 1992年12月20日 - 福澤アナは約束通りプロレス実況中にバウバウをやってくれるのか確かめたい! - 新種の野菜にバウバウと名付けてもらいたい! - 森英恵先生のスタッフジャンパーを作ってもらいたい PART-3 - 年末恒例「第九」のコーラスをバウバウだけで歌って欲しい! - 松村邦洋・行くバウ来るバウ大晦日108つバウバウ盛大に決行! |
| 1992年12月27日 日曜 23:00 - 23:28 - 松竹の奥山さんに「進め!電波少年」の映画を作ってもらいたい! 2 - サンタクロースを信じてる子供たちの夢を叶えたい! |
| 1993年01月10日 日曜 23:00 - 23:28 - 松坂慶子さんのお父さんにゲストに出て欲しい! - 紅白への道'92 最終編 野鳥の会にまぎれて紅白に出たい! - 電波子誕生! - ゆくバウくるバウ!受験生108バウ - 今のうちに銀座のクラブに連れていってくれる気前のいいお金持ち募集 |
| 1993年01月17日 - ゲスト：中山秀征 - 日本の政治を何とかしたい! - イスに座らせてくれる大臣募集!! - 電波少年の変わり雛を作ってもらいたい!! - 上野動物園の赤ちゃんパンダにいち早く名前を付けてあげたい! - 松村邦洋・タレント生命に1億円をかけてみたい! |
| 1993年01月24日 - ゲスト：兵藤ゆき - 森英恵先生にスタッフジャンパーを作ってもらいたい（完結編） - タレント生命に1億円かけてみたい! PART-2 - 飲酒運転を未然に防ぎたい! - 別れたい妻を別れさせてあげたい!（前編） - 元会社役員AD募集 - 松村ファンクラブに応募が来た! |
| 1993年01月31日 - ゲスト：山城新伍 - 別れたい妻を別れさせてあげたい!（後編） - 「進め!電波少年」という映画を作ってもらいたい!! PART-3 - “しんかい6500”のロボットハンドでバウバウをやって欲しい! |
| 1993年02月07日 - ゲスト：小倉久寛 - 電波少年・風邪予防キャンペーン! - ひとり暮らしのおじいちゃんと一晩一緒に過ごしたい! - あの小和田雅子さんの大好物!外務省の焼き肉定食を食べてみたい!! - 小倉久寛の体毛クイズ - ジョージ・ルーカスに映画「進め!電波少年」の監督をやって欲しい! - 電波子ちゃんのレコード会社がついに決定! |
| 1993年02月14日 - ゲスト：加賀まりこ - ジャッキー・チェンは本当に強いのか!?体を張って確かめたい! - 「進め!電波少年」と言う映画を作ってもらいたい! PART-5 - 私の住んでいる杉並区を“電波少年区”に変えて欲しい! - 全国の社長さん、言いにくい事を松村がかわりに言います! - 視聴者の皆様へ |
| 1993年02月21日 日曜 23:00 - 23:28 - ゲスト：大槻ケンヂ - 40億円金屏風を“電波少年”のセットに使わせて欲しい! - 山城さんに聞いたとおり童謡「砂山」を唄ってG馬場さんを泣かせたい! - ソニーの盛田会長にお礼が言いたい! - 紅白への道 PART-6 NHK「みんなのうた」で歌いたい! - 「みんなのうた」で「ねこなんだもん」を採用してくれるNHK会長募集! - お酒を飲むと人が変わるお父さんを持つ家族の方募集! |
| 1993年02月28日 - ゲスト：三波春夫 - 芸能人の大物に電波子の後見人になって欲しい!! - 元役員AD募集に応募が来た! - 廣瀬幸一さんを雇ってくれる一流企業募集! - 私の住んでいる杉並区を“電波少年区”に変えて欲しい! PART-2 - 進め!電波少年という映画を作ってもらいたい!（番外編） |
| 1993年03月07日 - ゲスト：ラサール石井 - 万が一、電波少年が一周年を迎えたら盛大に祝いたい! - あの高級住宅街田園調布に住んでみたい - 入れ墨バンドに“バウバウ”という入れ墨を入れてもらいたい - せっかくできた森英恵先生との関係をつなぎ止めておきたい! |
| 1993年03月14日 - ゲスト：NOKKO - 電波子デビュー曲の作詞をビッグスターに頼みたい! - バウバウを広辞苑に載せて欲しい! - 杉並区を電波少年区に変えたい PART-3 - ゴールデンアロー賞を電波少年なりに祝いたい! |
| 1993年03月21日 - ゲスト：東ちづる - 春になったから松坂慶子さんのお父さんにゲストに来て欲しい! - 松本明子紅白への道 PART-7 NHKからやっと返事が来た! - お酒で豹変するお父さん募集に応募が来た! - 歌手デビューする松村の姿をしっかり見届けたい! |
| 1993年03月28日 日曜 23:30 - 23:58 - ゲスト：地井武男 - 電波子オリコン20位への道 - シュワルツェネッガーに一生に一度のお願いをしたい! - シドニー・シェルダンに「ネコなんだもん殺人事件」を書いて欲しい! - 「進め!電波少年」を文部省推薦番組にして欲しい! - 日本テレビ40周年キャンペーンに一言言いたい - 就職待機中のJALスチュワーデスAD募集 |
| 1993年04月04日 日曜 23:30 - 23:58 - ゲスト：藤田朋子 - ストライキを止めたい! - ポールマッカートニーの力になりたい! - 電波子をどうしても脱がせたい! - 「進め!電波少年」という映画を作ってもらいたい! PART-6 |
| 1993年04月11日 - ゲスト：ちはる - 芸人となったからには、一度は吉本新喜劇に出てみたい! - ピロピロ飲みでビールのCMに出たい! - 諦めていたのに、NHKが向こうからやって来た! - 電波子オリコン20位への道 PART-2 - 速報! |
| 1993年04月18日 - ゲスト：柳葉敏郎 - 電波子失踪!情報提供呼び掛けVTR - 犯罪の現場を見てみたいPART-2 「犯罪の決定的瞬間!スリIN香港」 - 海外ホテルなしシリーズ 香港でホテルを探したい! - タカラにバウバウ人形を作ってもらいたい!（その後） |
| 1993年04月25日 - 電波子失踪（その後） - YMO再生!この機会だからいろいろお願いしておきたい! - 宮沢総理は本当に強いのか体を張って確かめたい! - 宮沢総理に直訴!総理大臣のイスに座らせて欲しい - 緊急企画!総理大臣のおみやげがどうしても欲しい! |
| 1993年05月02日 - ゲスト：柳葉敏郎 - 「アポなしの恋」のカラオケビデオを作って欲しい! - 電波少年祭り |
| 1993年05月09日 - ゲスト：梅宮辰夫 - 松村邦洋!電波子のヌードが見たいのでCDの売り上げに貢献したい! - 電波少年がいつ終わるか分からないので大阪で松村邦洋を売り込みたい - 電波少年オリジナル菓子折りを作って欲しい! - 電波少年オリジナルスタッフスーツを作って欲しい! |
| 1993年05月16日 - ゲスト：吉田栄作 - 当選した暁には、ヌードになってくれる都議選立候補者募集! - ハマコーさんの言葉を信じたい! - 全裸ミュージカル「オーカルカッタ」に出てみたい! - 芝居の最中にも黙って勝手に出てみたい! - ピロピロをもっと世の中に普及させたい! |
| 1993年05月23日 - ゲスト：吉田栄作 / 高橋ひとみ - ボクにはチンチンがあるので、バウバウ人形にもチンチンを付けて欲しい! - チンチン付きバウバウ人形、限定販売決定! - ちはるさんがやってもいいって言っていたので実家にピロピロの看板を貼ってきた! - 日本の性の乱れを何とかしたい! - マルコ・ポーロの嘘つき! |
| 1993年05月30日 - ゲスト：島田紳助 / 高橋ひとみ - 刑務所で番組収録をしてみたい! - 番組を100年続けたい - 松本明子の不倫がしてみたい - ピロピロ普及計画 PART-2 有線放送にピロピロというチャンネルを作って欲しい! - 彼女と別れたくて困っている男性募集 |
| 1993年06月06日 - ゲスト：森尾由美 / 島田紳助 - 日本一のお金持ち、江副さんに何かおごって欲しい! - 松本専用のオリジナル菓子折りを作って欲しい! - 夏の風物詩、のぞきを注意したい! - チンチン付きバウバウ人形の発売日がやってきた! |
| 1993年06月13日 - ゲスト：森尾由美 / 島田紳助 - 松本明子ギャグさがしの道 私にもオリジナルギャグが欲しい! - 横山やすしさんは本当に元気なのか確かめたい! - 放送直前にやすし師匠から松村に呼出しがかかった! - アカデミー賞をとったデザイナーにネコなんだもんのキャラクターを描いて欲しい! - 電波美オーディション |
| 1993年06月20日 - ゲスト：牧瀬里穂 - 禁男の園!宝塚歌劇団の舞台に出てみたい! - 日本一のお金持ち、江副さんに何かおごって欲しい! PART-2 - 電波子重大決意 - 甲子園の土を持って来てくれる高校野球部募集 |
| 1993年06月27日 - ゲスト：研ナオコ - 高価な陶器でご飯が食べたい! - 熟女ヌードに歯止めをかけたい! - 松竹映画「進め!電波少年」PART-7 - 電波少年に挑戦状が来た! - いくらでも払うから電波少年にゲスト出演してみたいお金持ち募集 |
| 1993年07月04日 - ゲスト：中嶋朋子 - 私達二人に人気企業の採用をさせて欲しい! - 世界一のキャッチボールがしてみたい! - 有線放送にピロピロチャンネル開設のために録音に行ってきた! - てのひら返しせんべい発売近し! - 電波少年ゆかりの大物政治家が重大発言! |
| 1993年07月11日 - ゲスト：山﨑浩子 / 中嶋朋子 - 結婚式を挙げた話題の2人を祝福したい! - 古館さんが言ったからバウバウメロンを千疋屋に持って行った! - 不思議な器が欲しい! - 道をあやまった人を改心させたい! - オールスター戦の始球式をやりたい! |
| 1993年07月25日 - ゲスト：林与一 - 政界激変のキーマン羽田さんに一言言っておきたい! - 政界激変のどさくさに紛れてやっておきたいことがある! - 選挙の応援演説がしてみたい! - あのハマコーさんとレギュラーの座をかけて、勝負したい! - パーコパコ結成決定! |
| 1993年08月01日 - ゲスト：大島渚 - 電波子ファン感謝ショーウィズヌードが開催された! - 東スポに電波子の記事についてひとこと言いたい! - オールスターゲームを松本松村で仕切って来た! - パーコパコ続報 |
| 1993年08月08日 - ゲスト：秋野暢子 - 世界の首脳にお願いしたいことがある! - Jリーグチップスの選手カードにボクも入れて欲しい! - 電波少年を黙ってパクッた「進め!青春少年」に一言言いたい! - 手のひら返しせんべい発売! - 時間が無かったのでネコなんだもんの楽譜を直接もってった! |
| 1993年08月15日 日曜 23:00 - 23:28 - ゲスト：片岡鶴太郎 - 松本明子華やかなSKDの舞台に立ちたい! - 過激バンド”COWCOW”を“BOWBOW”にして欲しい! - 憧れの久保田利伸と一緒のステージに立ちたい! - 林家パー子の声オーディション速報! - 祝映画初出演ーわが愛の譜 滝廉太郎物語 |
| 1993年08月29日 - ゲスト：長野智子 - 細川新政権・誕生秘話 - 細川首相は本当にテニスがうまいのか体を張って確かめたい! - シュワルツェネッガーは本当に強いのか?体を張って確かめたい! - 日本地図に名前を残したい - 電波少年にまた挑戦状がきた! |
| 1993年09月05日 - ゲスト：大高ちがや - 超大物ゲスト出演決定? - 世の中の不正に挑む!シートベルトの着用を徹底させたい! - 世界一の刺身が食べたい! - 体を張った社会貢献シリーズ 小指を提供したい! |
| 1993年09月12日 - ゲスト：近藤真彦 - JR東日本の力になりたい! - NHK紅白への道 PART-8 - パーコパコデビューイベント 冠スポンサー募集に応募がきた! - 21世紀を担う子供たちにひこと言っておきたい! |
| 1993年09月19日 - ゲスト：中森明菜 - 東大で横行するカンニングを防止したい! - ストップエイズに貢献したい! - パーコパコ、デビューシングルの撮影をのぞいて来た! - 桜田淳子さんからの電話を受けたい! |
| 1993年09月26日 - ゲスト：大島智子 - 国連平和メダルが欲しい! - 角川書店の社長のイスに座りたい! - 世界のアキコになりたい! - コシノジュンコに第二回電波少年祭りのシンボルマークを作ってもらいたい! |
| 1993年10月03日 - ゲスト：ホンジャマカ、バカルディ / 大島智子 - 石神井のワニ騒動に終止符を打ちたい! - 環境破壊と戦いたい! - 伝説のスターになりたい! - 初の女性議長だから土井たか子さんにもっとファッショナブルになって欲しい! |
| 1993年10月10日 日曜 23:00 - 23:56 進め!電波少年 玉砕スペシャル - ゲスト：笑福亭鶴瓶 - 小学校の音楽の教科書に「ネコなんだもん」をのせて欲しい! - 他局の社長に文句を言いたい! - サザンオールスターズの桑田佳祐さんにアレンジをお願いしたい! - ミナコ・サイトウにハイクラスを学びたい! - 信介・織江の人生に松村も入れて欲しい! - 勝新太郎さんに電波少年のゲストに来て欲しい! - 「うらやましいぞ!Jリーグ」を「うらやましいぞ!進め!電波少年」にして欲しい! - 永ちゃんのコンサートにふさわしくない人達を注意したい! - 今夜銀座の高級クラブに飲みに連れて行って欲しい! - ボディピアスを止めたい! - 通行を妨げる買い物時の自転車を注意したい! - パーコパコ デビューイベント&第2回電波少年祭り ついに開催 |
| 1993年10月24日 - ゲスト：中森明菜 - ねこなんだもんCD化計画!カップリング曲を久保田利伸さんに作って欲しい! - エイツィン大統領とダンスがしたい! - 出るとこ出るのがイヤだからJR東日本のお役に立ちたい! - タイガージェットシン親子を仲良くさせたい! |
| 1993年10月31日 - ゲスト：ブラザートム - マドンナと競演したい! - 世界的雑誌の表紙に載りたい! - ファミコンの世界で松村邦洋!史上最強の男になりたい! - 覆面歌手×子に冠スポンサーをつけたい! - 電波子2号募集 |
| 1993年11月07日 - ゲスト：谷村新司 - エリック・クラプトンと玉川カルテットが共演して世界一のギター漫談が聴きたい! - 緊急開催・借金美女・説明会 - ボアダムスというバンドの名前をバウダムスに変えて欲しい! - 「そんな事はいわないで下さい!」と言っておきたい! |
| 1993年11月14日 - ゲスト：長塚京三 - 広瀬無線!社長出て来い! - ストップ・ザ・環境破壊シリーズ 体を張って江の島の海を守りたい! - イメージキャラクターを大物にかいて欲しい! - 証人喚問に呼ばれる覚悟はあると、森幹事長に伝えたい! - 田中真紀子議員に英語の個人授業を受けたい! |
| 1993年11月21日 - ゲスト：小林幸子 - テレビ東京社長のツメのアカを煎じて飲みたい! - 葛飾区長のイスにすわりたい! - ゼネコン汚職の一掃を手助けしたい! - レコード大賞受賞を辞退しなければいけない! - 仲の悪い夫婦に仲良くして欲しい! |
| 1993年11月28日 - ゲスト：中尾ミエ - そろそろ電波少年の集大成を形にしておきたい! - 次代を担う子供達のため砂場のウンコを撤去したい! - スズメバチは本当に強いのか体を張って確かめたい! - 体を張った社会貢献シリーズ ゴミの不法投棄を取り締まりたい! - 私のギャグ“ピカピカ”をもっと広めたい! |
| 1993年12月05日 - アポなしゲスト交渉 - 高田先生に喜んで欲しいからまた田中邸に行ってきた! - クリントン大統領に電波少年からのお歳暮を渡して欲しい! - 小沢一郎さんをイメチェンしたい! - 角川さんの俳句に僕もこたえたい! |
| 1993年12月12日 - ゲスト：常盤貴子 - ジェームス三木夫妻を仲直りさせたい PART-2 - エアジョーダンの代わりにバウマツムラをつくって欲しい! - 電波子2号オーディション - 速報!お掃除ロボット名ピカピカに決定 |
| 1993年12月19日 - ゲスト：山瀬まみ - 豪邸のプールで泳ぎたい! - せっかくロスまで来たんだから町のお役に立っておきたい! - せっかくロスまで来たんだから世界のスターの仲間入りがしたい! - ジェームス三木夫妻を仲直りさせたい! PART-3 |
| 1993年12月26日 - ゲスト：後藤久美子 - 紅白出場歌手の中に私の名前が無いのは間違いじゃないか確かめたい! - 細川首相から年賀状をもらいたい! - サンタを信じる子供の夢を叶えたい!'93 |
| 1993年12月31日 金曜 18:00 - 25:30 スーパー電波バザール 年越しジャンボ同窓会 - バウ松村 借金美女救済 - 松本明子・紅白歌合戦に出たい!! |
| 1994年01月02日 - 緊急年始企画!去年、お世話になった大物にお年玉をいただいてくる! - ジェームス三木夫妻を仲直りさせたい! PART-4 - 今年もパロパロ鼻うがいを必要としている人がいる! - 世界的舞台に立ちたい ついに、マドンナがやってきた! - 服の青山銀座店・店長に何かおごってもらいたい! |
| 1994年01月09日 - ゲスト：伊東四朗 - お世話になったあの人に恩返しがしたい! - 通産省に勤めるミス日本のイスに座らせて欲しい! - 一流芸能人の仲間入りがしたい! - ピロピロ島を完成させたい! |
| 1994年01月16日 - ゲスト：藤谷美和子 - 実はみんなに隠していたことがあった! - 猫の風邪薬は本当に効くのか体を張って確かめたい! - 地図に名を残したい - ネコなんだもん大ヒット計画'94 - 元気のないお年寄りを励ましたい! |
| 1994年01月23日 - ゲスト：高田文夫 - ジェームス三木夫妻を仲直りさせたい! PART-5 - 日本の環境破壊を食い止めたい! - 世界的な番組に出演したい! - アッコさんのお役に立ちたい! |
| 1994年01月30日 - ゲスト：桃井かおり - ジェームス三木夫妻を仲直りさせたい! PART-6 - 今週もアッコさんのお役に立ちたい - 細川首相の誕生日をお祝いしたい! - トレンディ俳優の仲間に入りたい! - 電波少年パビリオンを作りたい! |
| 1994年02月06日 - 今話題の人物をスタジオに呼びたい - 今年こそ江副さんにおごって欲しい! - 森光子さんの尊敬の気持ちを示したい! - 今年こそ紅白に出場したい! - 中国4億円の女性のお役に立ちたい! |
| 1994年02月13日 - ゲスト：天龍源一郎 - ネコなんだもんCDジャケットをデザインして欲しい! - 村山富市の長い眉毛を切りたい! - 電波少年祭りのポスターをデザインして欲しい! - 寂しげなあの人を慰めたい! - ジェームス三木夫妻を仲直りさせたい! PART-7 |
| 1994年02月20日 - ゲスト：千堂あきほ - 奥多摩に新しく出た温泉に「電波少年温泉」と名付けてもらいたい! - 女性パイロット誕生を祝いたい! - 歌の心に触れてみたい - 本当に強いのか体を張って確かめたい PART-7 - 高価な茶碗でごはんが食べたい! |
| 1994年02月27日 - ゲスト：内田有紀 - 電波少年海外シリーズ第1弾 エジプト編 - 小沢一郎氏の愛妻弁当が食べたい! - ストップ・ザ・環境破壊 きれいになった神田川を祝いたい! - 将棋界の1億円プレーヤー羽生善治さんに勝ちたい! - 電波少年を国内で広めたい! |
| 1994年03月06日 - ゲスト：サンプラザ中野 - ミッチーとハイジ - 冠スポンサー未だ決まらず - フォークの神様ボブ・ディランとフォークダンスを踊りたい! - 電波少年海外シリーズ第2弾 ロシア編 - ネコのイラストをもっと描いて欲しい! |
| 1994年03月13日 - ゲスト：浅野ゆう子 - 歌手・松本明子をアピールしたい - 運輸省に呼ばれた! - 冠スポンサーを探したい PART-2 - ネコなんだもん発売近し |
| 1994年03月20日 - ゲスト：諸星和己 - 冠スポンサーを探したい! - 自社ビルを持ちたい! - おまんじゅうが食べたい! - 今年こそJリーグの始球式をしたい! |
| 1994年03月27日 - ゲスト：中村雅俊 - ネコなんだもんを永久に残したい! - サメは本当に強いのか体を張って確かめたい! - 第3回電波少年祭りのスポンサー全然集まらず! - ゾロアスター教を救いたい! |

- 放送時間
  - 1994年09月以前：日曜 22:30 - 22:58（28分）
  - 1994年10月以降：日曜 22:30 - 22:55（25分）

| 放送日 / 内容 |
| --- |
| 1994年04月03日 日曜 23:30 - 24:00 - ゲスト：唐沢寿明 - 私も戦艦に乗りたい! - 第3回電波少年祭り開催 |
| 1994年04月17日 - ゲスト：武田鉄矢 - 松本明子CD情報 - 日米経済摩擦を未然に防ぎたい! - 気になる政治家がいる! - 電波子2号 - 電波少年祭りの後片付けが残っていた! - 金大統領を「ヨッ!大統領!!にくいねコノー!」と歓迎したい! - 日本初の女性警察署長・桜井さんを赤飯でお祝いしたい! |
| 1994年04月24日 - ゲスト：武田鉄矢 - 細川首相の辞任の理由は電波少年だった! - 正直な人間になりたい! - 電波子最新レポート - 自ら警察署長を買って出て、新しい制服を着てみたい! - タイ米のキャンペーンボーイになりたい! |
| 1994年05月01日 - ゲスト：永井真理子 - 世界フィギュアスケートの救世主になりたい! - 桜田淳子さんの出産のお祝いをしたい! - 僕も校長先生になりたい! - 騒いでいいなら騒ぎたい! |
| 1994年05月08日 - 世帯視聴率：関東20.2% - ゲスト：藤あや子 - 羽田新総理誕生! - サハリン邦人の皆さんをスタジオに招待したい! - 『日本の顔100人展』に僕の顔も入れて欲しい! - 突然発熱したキャベツ畑を砂風呂にして僕も入ってみたい! - 同い年なんだから清原君のホームランに名前をつけたい! - 「天使のブラ」があるならば「天使のブリーフ」を作って欲しい! |
| 1994年05月15日 - ゲスト：やしきたかじん - 大河ドラマに出たい! - 女子高生の売春を客の振りをして注意したい! - 渋谷のセンター街で女性をナンパから守りたい! - 銀座の田んぼにタイ米を植えて欲しい! |
| 1994年05月22日 - 世帯視聴率：関東19.4% - ゲスト：なぎら健壱 - 「屋根の上のヴァイオリン弾き」に出たい! - アイズホマレを口説いて僕が新しいボスになりたい! - 世界一高価なタイ米 - ロボコップの前で一発芸を披露してお巡りさんを楽しませてあげたい! - 電波少年が何の番組の2番煎じなのかキッチリ聞いておきたい! - 電波子最新レポート |
| 1994年05月29日 - 世帯視聴率：関東17.0% - ゲスト：北野誠 - 大阪人をもっとよく知りたい! - 大阪で初心に戻ってロケしたい! - 親分の疲れた体を癒してあげたい! - 赤信号で渡る人を注意したい! |
| 1994年06月05日 - ゲスト：室井滋 - 世界都市博覧会に「電波少年パビリオン」に出展したい! - 羽田新内閣に気になる大臣がいた! - 長者番付1位の武富士社長におごって欲しい! - 本当にパロパロ鼻うがいは健康に悪いのか自分の耳で確かめたい! |
| 1994年06月12日 - ゲスト：城戸真亜子 - ホテルニュージャパンの競売に参加して広いスタッフルームを手に入れたい! - 危険球はどれほど頭に来るか体を張って確かめたい! - 奥山さん冷たいじゃない! - 四谷怪談の舞台のプールで今年の初泳ぎをしてみたい! - 私にも奢って欲しい!（松本編） |
| 1994年06月19日 - 世帯視聴率：関東18.0% - ゲスト：松尾貴史 - スポンサーのお役に立ちたい! - 今週もゲストが決まっていない! - 女性投手J・ハーラーの球をケチョンケチョンにかっ飛ばしたい! - 今だに渋谷が泣いている! - 若乃花のケーキが食べたい! |
| 1994年06月26日 日曜 23:00 - 23:28 - ゲスト：田原俊彦 - いい男にも早目にツバをつけておきたい! - わかってますよと言ってきた! - 困ってる女性の為に人肌脱ぎたい! - いい女には早目にツバをつけておきたい! - 一度でいいから党首になりたい! - 電波子28号最新レポート |
| 1994年07月03日 - ゲスト：濱田マリ - 宇宙で生まれるメダカに「明子」「邦洋」と名づけて欲しい! - キスシーンを撮りたい! - 私を必要としている人達がいる! - いい関係でいようねと言っておきたい! - 向井千秋さんを祝いたい!（松村編） |
| 1994年07月10日 - ゲスト：マルシア - パレスチナで電波少年を放送して欲しい! - 先日、とんでもないことがあった! - 細川さんに電波少年特製ボールペンを渡したい! - 小電波子ニュース - 若乃花のケーキが食べたい! PART-2 - けんか両成敗に行ってきた! |
| 1994年07月17日 - ゲスト：西田ひかる - 入院中の黒木かおるさんをお見舞いしたい - 今こそ人類と動物の共存をはかりたい! - 大臣になった真紀子先生におめでとうを言いたい! - 決断できない人がいる! |
| 1994年07月24日 - ゲスト：ローリー寺西 - 小沢さんを元気付けたい! - 村山首相のお役に立ちたい! - トンボの大群から大好きなプロ野球を守りたい! - あの100億円のトパーズに再会したい! - 山海塾の舞台に立ちたい! |
| 1994年07月31日 - ゲスト：大江千里 - 下着泥棒を捕まえたい! - へその緒をカットして感動してみたい! - 村山首相を助けたい! - ボスニアに電波少年英語版をプレゼントしたい! - 羽田さんに一言言いたい! |
| 1994年08月07日 - ゲスト：鶴久政治 - イスラエルでも電波少年を流してもらいたい! - 大好きな真紀子先生の大臣のイスに座りたい! PART-2 - 未成年者の外泊を未然に防ぎたい! - 歌舞伎町を仕切りたい! |
| 1994年08月14日 - 世帯視聴率：関東18.0% - 松本明子の夢を叶えたい! - 性の乱れを正したい'94夏 - 水谷八重子を襲名するなら、空いてる良重は私がもらいたい! - 村山首相とのパイプを太くしたい! |
| 1994年08月21日 - ゲスト：久本雅美 - お世話になっている人のお役に立ちたい! - 親から貰った体を傷付けている若者を力づくで更生させたい! - ロンドンのゲイバーでストップエイズを訴えたい! - 海外ホテル探しシリーズIN台湾 |
| 1994年08月27日 土曜 19:00 - 20:54 電波少年INTERNATIONAL 世界中で怒られてきました! - ゲスト：ウッチャンナンチャン - アメリカ大統領の椅子に座りたい! - 電波少年を台湾で放送して欲しい! - 台湾の京劇の舞台に立ちたい! - 僕もダイアナ妃に助けてもらいたい! - 秀才の仲間入りをしたい! - シェークスピアと肩を並べたい! - 突撃!隣の晩ご飯INパプアニューギニア - マンデラ大統領を自分なりにお祝いしたい! - ライオンは本当に強いのか体を張って確かめたい! - 電パプア子オーディション開催 - 明石代表に明石焼きを食べさせたい! |
| 1994年08月28日 - ゲスト：志茂田景樹 - 人魚になりたい! - 困っている女子大生を助けたい! - やっぱりプリマになりたい! - レニングラードカウボーイズのリーゼントを切りたい! - あの人に慕われたい! |
| 1994年09月04日 - ゲスト：高杢禎彦 - 電波少年をもっと見て欲しい! - 松村VS女性投手2 アイラ・ボーダーズの球を打ちたい! - 羽田さんの奥さん!せっかくのドレスなんだから一目僕に見せて欲しい! - 人様の楽しみを覗き見するヤツをボクのハリセンで更生させたい! |
| 1994年09月11日 - 世帯視聴率：関東23.8% - ゲスト：羽田綏子 - 六本木を汚すヤツをボクのハリセンでこらしめたい! - 大リーガーを見習いたい! - Hな大人から女子高生を守りたい! - ボディコン強盗募集 |
| 1994年09月18日 - ゲスト：清水美砂 - 応援演説をしてみたい! - ベーブルースのバットで野球がしたいからちょっと貸して欲しい! - いい女になりたい! - 出川の家のゴキブリ退治したい! - 近所付き合いを大切にしたい! - 電波子速報! |
| 1994年09月25日 - ゲスト：桑野信義 - 報道番組の仲間入りをしたい! - 祝!電波少年のオリジナルスーツの出番がやって来た! - 「雷波子」改名? - また大統領がやって来たー! - 「人生だるまさん」にデビュー曲が決定! - 松村の隠し子のタレコミ募集 |
| 1994年10月02日 - ゲスト：山咲千里 - ケータイの「電源が入っていない為かかりません」の声をやりたい! - 放火魔を捕まえて住民に平和をもたらしたい! - パントマイムで舞台に立ちたい! - 松村記念館を建ててビックな男の仲間入りをしたい! - 日本の将来をこの手で救いたい! |
| 1994年10月09日 日曜 23:00 - 23:25 - ゲスト：ジェフ君 - ウィーン国立歌劇場日本公演の舞台に立ちたい! - 海外ロケを続ける為に会っておきたい人がいる! - 松村が首相の眉毛を切っている写真をテレカにしてグッズの中に入れて欲しい! - 出張ホスト詐欺を自らおとりとなって退治したい! |
| 1994年10月15日 土曜 21:30 - 23:24 電波少年INTERNATIONAL2 世界中でまた怒られてきました! - 世帯視聴率：関東19.2% - パンダの赤ちゃんに宝宝と名づけたい! - エリツィン大統領に会ってきた! - マリアナ海溝の底を指で触ってみたい! - 進め!電波少年のステッカーをロケットに貼りたい! - 日本の古典ギャグを体を張ってかましてきた!（ドイツ・オランダ編） - 松村邦洋クレムリン初潜入! - 松本明子大いなる野望IN上海 - 恐怖の館の死体捜索に協力したい! |
| 1994年10月23日 - ゲスト：工藤静香 - 馬軍団と戦いたい! - 日本の味を世界に伝えたい! - 息子の結婚を僕流に祝いたい! - 電波少年のロケだと言って詐欺をした犯人募集 - 雷波子ニュース |
| 1994年10月30日 - ゲスト：鴻上尚史 - 大江健三郎さんのノーベル文学賞受賞を祝いたい! - 中国上海雑技団の舞台に立ちたい! - 雷波子「シンネコしましょう」CD発売決定! - 最近のファッションに一言言いたい! |
| 1994年11月06日 - ゲスト：中居正広 - 市原悦子さんをゲストに呼びたい! - NTV映像センターを映象センターにして、象に乗ってロケしたい! - ハダカで踊るコギャルを更生させたい! - 荒川に捨てられた拳銃を発見して事件解決に貢献したい! - 鬼塚は本当に強いのか体を張って確かめたい! - 「進め!電波探偵」告訴シリーズ第1弾 |
| 1994年11月13日 - ゲスト：木村一八 - 「進め!電波探偵」告訴シリーズ第2弾 - 日本の政治を助けたい! - 横沢さんの吉本入りを祝いたい! - 未成年の飲酒を食い止めたい! - 雷波子ヌード交渉 |
| 1994年11月20日 - ゲスト：高橋幸宏 - 「進め!電波探偵」告訴シリーズ第3弾 - 電波少年に新メンバーを加えたい! - RAMPOでたんまり儲けた奥山氏に電波子のCDをまとめ買いして欲しい! - 宝塚に加わりたい! |
| 1994年11月27日 - ゲスト：清原和博 - 「進め!電波探偵」告訴シリーズ第4弾 - バウドーム販売促進計画 - 「DO YOU HAVE A マリファナ?」と聞いて「YES」と言った外人をハリセンで注意したい! - 白バスを注意したい! |
| 1994年12月04日 - ゲスト：森脇健児 - 新進党＝新・進め!電波少年党の略だったと気づかせてあげたい! - 生島ヒロシは本当に強いのか体を張って確かめたい! - オリコン30位以内でママが脱ぐ! - 米軍兵から本場の英語を学びたい! |
| 1994年12月11日 - ゲスト：安達祐実 - 日本の愛犬家を助けたい! - 小電波子デビュー曲発表! - アポなしサンタがやってきた! - ポーランドの大統領を歓迎したい! |
| 1994年12月18日 - ゲスト：河野景子 - やっぱり紅白に出たい! - お子様の目と耳を塞いで欲しい! - 12月31日のいじめ防止イベントに強力な助っ人が現れた! - ガードル付きの全身タイツを作ってもらいたい! - JRのお役に立ちたい! |
| 1994年12月25日 日曜 23:30 - 23:55 - アポなしサンタ '94 |
| 1994年12月30日 金曜 18:30 - 20:54 電波少年INTERNATIONAL3 世界中でまたまた怒られてきました! - カーター大統領に「ヨッ！元大統領！にくいねコノー！」と言ってあげたい! - ロッキー山脈のクマは本当に強いのか体を張って確かめたい! - 太極拳は強いのか？体を張って確かめたい! - 山崎邦正 男を磨く旅 - 電波少年を上海でレギュラー放送して欲しい! - 電波少年をロシアでレギュラー放送して欲しい! - まだまだやってきた電波少年世界シリーズ IN アトランタ - 「新・荒野の七人」のガンマンになりたい! - ボクだって夜の危険地帯で体を張ってきた! - もう一人勇気をたたえたい元大統領がいた! - 世界一のボリジョイ・サーカスに出演したい! - ドフトエフスキーと肩を並べたい! - ヒクソン・グレイシーは本当に強いのか体を張って確かめたい! - エンディングテーマはボクがカナダで唄って来た!                                                                                |
| 1994年12月31日 土曜 23:45 - 24:30 いけ年こい年 |
| 1995年01月08日 - ゲスト：武田修宏 - 台湾先住民族の首長になりたい! - 新春だから笑いに飢えている人に初笑いを届けたい! - フランクフルトの人にタコウインナーを教えたい! - 世界の警察の役に立ちたい! |
| 1995年01月15日 - ゲスト：市原悦子 - 新進党結成の記念に各党の党名看板が欲しい! - テープカットがしたい! - 大沢親分の禁酒は本気か確かめたい! - 三冠王で機嫌のいい日本テレビ氏家社長にお年玉を私たちももらいたい! |
| 1995年01月22日 - ゲスト：DJパトリック - 大リーグ入りを目指す野茂投手にゲスト出演して欲しい! - 唐沢寿明さんのマネージャーは本当に強いのか確かめたい! - 町田のイノシシを全部退治しよう! - カップル喫茶でいかがわしい行為をしている未成年を注意したい! - 兵庫南部地震に協力したい! |
| 1995年01月29日 - ゲスト：寺脇康文 - 銀座のCHANELで聖子さんのように貸し切りでショッピングしたい! - ニューギニアの伝統文化コテカ（ペニスケース）の消滅を防ぎたい! - 鶴見川のピラニアを残らずボクがつかまえたい! - 名器を試したい!! |
| 1995年02月05日 - ゲスト：篠原涼子 - ヨッ!元大統領ニクイねコノー!（ゴルビー編） - 話題の写真集を誰よりも先に見たい! - 人生だるまさんな人達オーディション開催! - 締まりを良くしたい! - 女子大生AD募集 - 元組員AD同時募集 |
| 1995年02月12日 - ゲスト：川合俊一 - 沢松さんをゲストに呼んで根性を分けてもらおう! - 『電波少年はアトランタオリンピックの公式スポンサーです』と言いたい! - 九ちゃんを目指したい! - 秋田名物「なまはげ」で東京の悪い子を懲らしめたい! - 祝!来日!ダイアナ妃に会って念願の夢を叶えたい! |
| 1995年02月19日 - ゲスト：大槻ケンヂ - KISSのメンバーになって僕もステージに立ちたい! - コマ劇場の舞台に立って大物芸能人の仲間に入りたい! - 日経連会長の椅子に座りたい! - まだ制覇していない黄金のイスがあった! - 彼氏の借金を彼女のヌードで返したいカップル募集 - 「人生だるまさん」オーディション速報 |
| 1995年02月26日 - ゲスト：国生さゆり - トム・ハンクスを見習いたい! - 日本女性初のプロ野球選手をボクなりに祝福したい! - 伊藤さんが総理になる前に眉毛を切っておきたい! - バツイチ男・松村の願い 離婚をなくしたい! |
| 1995年03月05日 - ゲスト：加納典明 - 人生だるまさん!最終オーディション! - 釈放された加納典明さんにゲスト出演して欲しい! - 親友の海外アーティストにチャリティーCDを作ってもらいたい! |
| 1995年03月12日 - ゲスト：加納典明 - ワイセツ論議に首をつっこみたい! - それでも僕はヌードを見たい! - 憧れのミックジャガーに手作りの肉じゃがを食べてもらいたい! - ロジャースの社長のカツラを被って僕も人生の勝利者になりたい! |
| 1995年03月19日 - ゲスト：中畑清 - 河野景子さんの結婚式中継権争奪戦に一枚噛みたい! - 日本の教育問題に一役買いたい! - 電波少年ADオーディションをやってきた! - ウナギの子供達を密猟者の手から守りたい! |
| 1995年03月26日 日曜 23:00 - 23:25 - ゲスト：中畑清 - ケビン・ミッチェルにおごって欲しい! - NHKが欲しい! - いらなくなった“孝夫”の名前が欲しい! - 梅宮アンナのヘアが欲しい! - マリアナ海溝に潜ったついでに、日テレの旗を取ってきて欲しい! |
| 1995年04月04日 火曜 19:00 - 20:54 電波少年INTERNATIONAL4 世界中でまた3怒られてきました! - ゲスト：所ジョージ - オーストラリアの人食いワニは本当に強いのか体を張って確かめたい! - アラファト議長と「てんとう虫のサンバ」をダジャレたい! - 女子大生の敵を成敗したい! - キャイ〜ン2度目のおつかい「もうタイへん!どうもすミャンマーせん!」 - 山崎邦正・男を磨く旅 タイの虎 - 電波少年にバチが当たった! - イスラエルで浮いてきた! - 世界一の姉さん女房をもらって世界一の大物になりたい! |
| 1995年04月16日 - 世帯視聴率：関東17.2% - ゲスト：酒井法子 - 都知事選の応援演説に行ってきた! - 僕も日本テレビまで「大名通勤」してみたい! - あの清原がやってくれた! - 中畑さんもやってくれた! - 第4回電波少年祭り!（前編） |
| 1995年04月23日 - ゲスト：酒井法子 - 第4回電波少年祭り!（後編） - 私もヒレ酒が飲みたい! - 大卒になりたい! - 土砂崩れロックを大槻ケンヂが唄ってくれた! - 青島新都知事におごって貸しを作りたい! |
| 1995年04月30日 - ゲスト：トミーズ雅 - 青島都知事の代わりにボクをイジメるよう説得したい! - 電波少年とはヘアヌードの公約をして欲しい! - 貴重な小さん師匠をキュッキュと磨き上げたい! - 「イッキ飲み」を見つけハリセンで一発ガツンとやってやりたい! - ビジネスマンのお役に立ちたい! |
| 1995年05月07日 - ゲスト：家田荘子 - 江戸時代の活躍にあやかりたい! - あの政治家に一言いいたい! - シェイクスピアに出たい! - 佐野美和新議員に電波少年との公約を守ってもらいたい! - ホモ雑誌「サムソン」を「クニヒロ」に変えて欲しい! |
| 1995年05月14日 - ゲスト：細川ふみえ - 電波少年も皇室御用達となって紋章付きで放送したい! - 悲しむ尾崎ファンに、いつまでも悲しんでないで明るくなろうと励ましたい! - 青島新都知事に逢いたい! - 豊臣秀吉の妻になりたい! - 表彰状を受け取るように2人の議員を説得したい! |
| 1995年05月21日 - 世帯視聴率：関東20.5% - ゲスト：勝俣州和 - 出所した江夏さんにゲスト出演して欲しい! - 万が一捨てるんだったら、いただきたい物がある! - 電波少年は都市博から撤退するので払った契約金はきっちり返してもらいたい! - 千葉リーヒルズの豪邸のプールで泳ぎたい! - 誰よりも大物になるため、誰よりも年上の女房が欲しい! - フランス新大統領誕生をお祝いしたい! |
| 1995年05月28日 - ゲスト：小林よしのり - 橋本大臣の奥さんがどれだけ強いのか酔って訪ねて確かめたい! - ピカソの皿を回したい! - 緊急提案! - 青島都知事に赤ちょうちんで焼きとりつまみながらビールをクイッ!とやって欲しい! - 今年も長者番付第1位におごってもらいたい! |
| 1995年06月04日 - 貴乃花の結婚を心からお祝いしたい! - 名球界のブレザーを落合さんの代わりに私がもらいたい! - 青島さんを助けるために、いらない肩書きをもらいたい! - 青島都知事に都市博問題は都民投票で決めてはいかがと直訴したい! - 最新ゲーム機に電波少年の番組宣伝をタダで出して欲しい! |
| 1995年06月11日 - ゲスト：渡辺満里奈 - 青島さんの代わりに知事会長のイスに座りたい! - 最近、影の薄くなった村山首相にスポットを当てたい! - タバコを我慢する橋本さんに、最後の一服をプレゼントしたい! - フーミン速報! - 自分の名を世に広めたい! - 世界一のクリスタル・ストーンで漬けた漬け物が食べたい! - 付き人くんはちゃんと彼女のバッグを持っているのか、ひったくって確かめたい! |
| 1995年06月18日 - 世帯視聴率：関東21.9% - ゲスト：的場浩司 - 鈴木前都知事におごってもらいたい! - ジャンボ尾崎に会ってきたーっ! - テレクラで不倫している人妻に直接会って更生させたい! - 塩酸パパベリンは本当に効くのか!?松村の体を使って確かめたい! |
| 1995年06月25日 - ゲスト：涼風真世 - クボワタルドンはどれ程恐ろしいのか体を張って確かめたい! - ジャーナリスト江川紹子さんのメガネを外してみたい! - 電波少年の謝罪用スーツを青島さんにプレゼントしたい! - 一日も早く合併できる様に「新都市名をこれにしたら」と、おすすめしたい! - 護身術がどれ程甘ちゃんか!?体を張って教えたい! - 日本の安全を守るため「使用中」トイレを片っぱしからチェックしたい! |
| 1995年07月02日 - 私の友達アラファトさんのPLOを助けたい! - フォレストガンプ2のお役に立ちたい! - 都議会議員一のお金持ち白井さんに昼飯でもおごって欲しい! - エレクトリカルパレードの最後を飾りたい! |
| 1995年07月09日 - 世帯視聴率：関東18.3% - ゲスト：古尾谷雅人 - オーケストラの指揮がしたい! - 上野駅周辺の変造テレカ売買を何がなんでも止めさせたい! - 大河ドラマに出るならば電波少年のゲストとしても押さえておきたい! - NHKに謝りたい! - 体形の分かりにくいちょうちんブルマーを薦めたい! |
| 1995年07月16日 - ゲスト：瀬戸朝香 - 歓迎!あの大統領にもう一度会いたい! - リンゴ・スターに擦ったリンゴを食べさせたい! - 緊急企画!この際、PL法違反で自首したい! - また、おごってあげたい大物が現れた! - 日本一のお金持ち・多田くんにおごって欲しいから大阪まで行っちゃおう! - 今度こそSKDの舞台に立ちたい! |
| 1995年07月23日 日曜 22:30 - 22:55 - 参議院当選者に突撃生放送! |
| 1995年07月30日 - ゲスト：Bose - 日本最古のボールでストライクを出したい! - 参院選の裏側が見てみたい! - 始まる前に夫婦ゲンカを止めたい! |
| 1995年08月06日 - お世話になっている警察官に恩を返したい! - ナイチンゲールに手当てされたい! - ひばり像にイタズラする酔っ払いを注意したい! - 映画「トム&ジェリー」にジェリーの声で出演したい! - 雷波子ヘアヌード撮影会 その日がやって来た! PART-2 |
| 1995年08月20日 - 世帯視聴率：関東20.4% - ゲスト：荻野目洋子 - 奈良時代の躊木でお尻を拭きたい! - ボクも電気刺激でオナニーがしたい! - 地上最強の亀にデコピンかましたい! - マッカーサーのイスに50年ぶりに座りたい! - ポイ捨て監視隊の爪のアカを煎じて飲みたい! |
| 1995年08月27日 - いらなくなった日本船舶振興会の英語の看板が欲しい! - ボクと林檎殺人事件をデュエットしている也哉子ちゃんの素敵な笑顔が見てみたい! - 渋谷タコ焼き戦争を私が治めたい! - フィルコリンズさんを心をこめて磨きたい! - 都市博中止でいらなくなった電光掲示板が欲しい! - 法隆寺新住職就任のお祝いついでに住職の座布団に座りたい! - いらなくなった都市博コンパニオンのユニフォームを私が着たい! - ボクの精子を700万円で買って欲しい! - 森繁久彌さんに電波少年のスタジオでお座敷芸を見せて欲しい! - ネタが欲しい! - ツバで汚れた早稲田の校旗を私の手でキレイに洗いたい! - キノコが食べたい! - 三井のドンにあと8年100歳までがんばってと言ってあげたい! - ヨッ大統領!にくいねコノーとフジモリ大統領を歓迎したい! - つかさんは今でもキリンラガーしか飲まないのか確かめたい! - いらなくなった武村さんの辞表を破りたい! - ビビアンリーの衣装が着たい! |
| 1995年09月03日 - 世帯視聴率：関東20.6% - ゲスト：上岡龍太郎 - 青少年非行防止シリーズ'95夏 アメリカを見習いたい! - お世話になった真紀子先生に「お疲れ様でした」と肩をもんであげたい! - 言うべきことはしっかり言っておきたい! - 反核番組とみんなに認めさせたい! |
| 1995年09月10日 - ゲスト：グレートチキンパワーズ - 猛暑の夏で予報がハズレた気象庁に罰ゲーム! - 反グリエリ市長企画!中年女性の美しさをビキニを着せて証明したい! - 野呂田大臣は本当にノロイのか確かめたい! - 全色全身タイツ隊 TOKIOコンサートに! - やっぱりディズニーランドは電飾全身タイツ隊を必要としていた! |
| 1995年09月17日 - ゲスト：林葉直子 - ひと時の安らぎの為、橋龍にチューしてもらいたい! - 橋本龍太郎の前髪をたらしたい! - どうしても日本一のお金持ちにおごって欲しい! - フランスが核実験を完全にやめるまでイタリアンレストランになって欲しい! - 今、若者の股間が危ない! |
| 1995年09月24日 - ゲスト：有賀さつき - 無修正ビデオが見たい! - 僕も消化されたい! - お金持ちの団体「日の出の森・水・命の会」におごって欲しい! - 食生活を脅かすジャンボタニシを食べちゃおう! - あの大物の還暦を祝いたい! |
| 1995年10月01日 日曜 23:00 - 23:25 - 世帯視聴率：関東18.6% - ゲスト：一色紗英 - 錦織より先に浅丘ルリ子さんを抱きたい! - 搾りたての母乳を飲んで、さらにブクブク育ちたい! - 自民党総裁選挙に僕も一票投じたい! - 反核を訴える同士として武村さんにピッタリのラクダの下着を贈りたい! - 電波少年のハリセンをグリコのオマケに加えて欲しい! |
| 1995年10月07日 土曜 19:00 - 20:54 電波少年INTERNATIONAL5 生きることへの執着心が勝負でした - ピラニアと闘いたい! - 松本明子・青島都知事ファイナルIN NY - 松村、本当に遭難してしまった!生還までの24時間! - 山崎邦正・男を磨く旅 スペイン牛追い祭り - よゐこ・ベトナム料理を美味しく食べたい! - フジモリ大統領のお嫁さんになって玉の輿に乗りたい! |
| 1995年10月08日 日曜 23:00 - 23:25 - ゲスト：益子直美 - 故・田中角栄さんの孫と結婚してファーストレディになりたい! - 国勢調査に協力したい! - 立ちション男のズボンをキュッ!と引っぱってオシッコを止めたい! - 子供に人気の舞台に立ちたい! |
| 1995年10月21日 土曜 19:00 - 20:54 電波少年GREAT 電波少年VIP - 笑福亭鶴瓶・高価な器で食事がしたいIN台湾 - 中村玉緒のテレクラ売春を注意したい! 電波少年INTERNATIONAL6 - キャイ〜ン3度目のおつかい 「チェコだけよ〜あんたもスロバキアね〜」 - 松本明子、NYの舞台に立つ! - 松村邦洋、世界の柔道王に挑む! - 女性の敵・ボビットの頭をスリッパで一発パシっとひっぱたきたい! |
| 1995年10月22日 - ゲスト：保阪尚輝 - 交わした約束は守って欲しい! - 長嶋監督に奇妙な便秘踊りを伝授して欲しい! - ガーディアンエンジェルスは本当に強いのか?!ピコハンで殴って確かめたい! - 出川哲朗のストップザエイズ IN サンパウロ - ピラミッドの頂上に立って文化遺産をショーアップしたい! - 原選手の功績を讃え“金の玉”を贈呈したい! |
| 1995年10月29日 - ゲスト：糸井重里 - 今年もまたこの季節がやって来た! - 橋本大二郎知事が接待に使ったスゴイ折り紙を折って欲しい! - カズに続いて僕もヌードで「ANAN」の表紙を飾りたい! - ロケの技術を向上させたい! - 地球の温暖化を防ぐ為牛のゲップを吸いきりたい!団体戦 |
| 1995年11月05日 - ゲスト：大仁田厚 - 今度こそ!「美女と野獣」の舞台で美女を演じたい! - お金持ち世界一 ビル・ゲイツにパーッとおごって欲しい! - 世界一は本当か確かめたい! - 私の段ボールアートもホームレスの皆さんに喜んでもらいたい! - 地上最強の犬・土佐犬は本当に強いのか?体を張って確かめたい! |
| 1995年11月12日 - ゲスト：清水ミチコ - 中学生日記が受賞するなら電波少年だって受賞したい! - 女装警官の昼間の素顔を見てみたい! - ボディービル日本一は本当に凄いのか体を張って確かめたい! - ドラフト会議の抽選はくじ運のいい私に任せて欲しい! - 文化勲章受章者の爪のアカを煎じて飲みたい! |
| 1995年11月19日 - ゲスト：斉藤慶子 - 高価な茶碗でゴハンを食べたい!'95秋 - 伊東・小松の黄金コンビに加わって黄金トリオになりたい! - 繭の文字が入った繭糸課の看板を私に譲って欲しい! - 橋龍夫人久美子さんとテニスをやってファーストレディーの仲間入りがしたい! - 緊急速報!...と思ったんですが? |
| 1995年11月26日 - ゲスト：神田うの - 世界一タカイ、タカイタカイをして欲しい! - ロケで死にたくないから中山監督に習って逃げ足を速くしたい! - 松本人志に勝ちたい! - 日本ハムファイターズの力になりたい! - 大気汚染を防ぐため日本テレビ社長を電車で通勤させたい! |
| 1995年12月03日 - ゲスト：江川卓 - 交わした約束は守って欲しい! - 思わぬ儲け話があった! - そろそろ電波少年グッズを処分したい! - 町が欲しい! - Hホテルのブラシを盗む女子高生を現行犯で注意したい! |
| 1995年12月10日 - ゲスト：Take2 - 中国人になりたい! - 環境庁のお役に立ちたい! - 日本芸術院の会員になりたい! - ライバルと決着をつけたい! - 毒グモを一匹残らず退治して大阪府民を安心させたい! |
| 1995年12月17日 日曜 23:30 - 23:55 - ゲスト：三宅裕司 - フリーメーソンのメンバーになって世界を動かしたい! - 上岡龍太郎、電飾全身タイツ隊ホノルル・マラソン速報! - 松本明子、玉の輿に乗りたい計画! - 聞き捨てならない情報入手 - 税金の使い道は厳しくチェックしたい! |
| 1995年12月24日 日曜 22:30 - 23:26 進め!電波少年クリスマスイブスペシャル - 「クリスマス・イヴ」でおなじみの山下達郎さんにゲスト出演して欲しい! - アポなしサンタのプレゼントを集めて来た! |
| 1996年01月01日 月曜 18:30 - 20:54 電波少年INTERNATIONAL7 生きてお正月を迎えられて本当によかった - ダイアナ妃からお年玉が欲しい - 山崎邦正・男を磨く旅 コンドルの羽で羽子板を楽しみたい！ - お正月だから門松を世界に広めたい！ - 人喰いザメを捕まえておいしい蒲鉾を食べたい！ - ジリノフスキーをスリッパで叩きたい！ - キャイ〜ン4度目のおつかい！「ひと目逢ったその日ガーナ、恋の花咲くコートジボワール」 - カストロ議長の髭で書初めしたい！ - ストップ エイズ イン シドニー! |
| 1996年01月07日 - アポなしサンタ生放送（その後） |
| 1996年01月14日 - 小沢新党首に確かめたいことがあった! - 北朝鮮に行きたい! - 新年を迎えやらなければならない事がある! - 山本郁栄さんとレスリングをやってホメられたい! - '96犯罪防止企画!僕の手でけん銃の密輸を根絶やしにしたい! |
| 1996年01月21日 - ゲスト：清水圭 - あの感動をもう一度味わいたい! - 社会党議員の方から200万円の“もち代”でたっぷりおごってもらいたい! - ボクが丑之助を襲名し、その名を汚さぬ様精進したい! - 高校生のストレスを解消したい! - 君島Jr.の婚約者募集! |
| 1996年01月28日 - ゲスト：ガダルカナル・タカ - 電波少年も反核の意思を表明し、非核番組である事を宣言したい! - 国土庁に任せたいことがある! - 若者のため原宿ホコ天復活を警察に直訴したい! - ボクも華麗な足技で幻のピアノを弾きたい! - 喜びを分かち合いたい! |
| 1996年02月04日 - ゲスト：高島礼子 - 橋本新総裁に会いたい! - 解禁したら一番に電波少年を韓国で放送して欲しい! - 電波少年のホームページを開設して欲しい! - 立川談志に赤いチャンチャンコを着せたい! - 受験生達に幸運を呼ぶ“紅白のふんどし”をプレゼントしたい! |
| 1996年02月11日 - 選手に示しを付けるため野村監督のヒゲをブラウンしたい! - 私も村上龍にモーニング・コーヒーを入れて欲しい! - あの女性に電波少年のファッションを着こなして欲しい! - あの人に頼みたい事がある! - ゆきネェの力になりたい! |
| 1996年02月18日 - ゲスト：桂ざこば - 弥生時代のブレスレットをしたい! - 96歳の柔道家長島8段はどれだけ強いのか体を張って確かめたい! - 電波少年を1600億1円で契約してスターTVで放送したい! - 放送事故発生! |
| 1996年02月25日 - ゲスト：美川憲一 - ボン・ジョヴィの前座は俺がつとめたい! - ギャラが安い! - 野村監督夫人におごってあげたい! - 長嶋監督の還暦をお祝いしてきた! - 豪邸のトイレでウンコがしたい! |
| 1996年03月03日 日曜 23:00 - 23:25 - 世帯視聴率：関東20.4% - ゲスト：美川憲一 - 豪邸のトイレでウンコがしたい! PART-2 - 公園のトイレを破壊したり落書きをする若者達の暴走を喰い止めたい! - 宇宙飛行士の若田さんに手作りの博多ラーメンをごちそうしてあげたい! - 仲条春香96CMの股下を一度でいいからくぐってみたい! |
| 1996年03月10日 - 日本最長老の政治家に銅像をあげたい! - 一球勝負の相手がまた現れた! - 年齢100歳以上で唄のうまい方募集! - 将来のために榊原郁恵さんの母乳を飲ませてもらいたい! - 豪邸のトイレでウンコがしたい! PART-3 |
| 1996年03月17日 - ゲスト：細川直美 - またタカイタカイして欲しい人が現れた! - 豪華な会議がしたい! - “ウエスト・サイド・ストーリー”の舞台に立ちたい! - あの人の復活を喜びたい! - 豪邸のトイレでウンコがしたい! PART-4 |
| 1996年03月24日 - ゲスト：高橋由美子 - 春が来たー! - あのCMに一言言いたい! - 僕も国会のピケに参加してパフォーマンスがしたい! - 豪邸のトイレでウンコがしたい! PART-5 |
| 1996年03月29日 金曜 19:00 - 20:54 電波少年INTERNATIONAL8 日本で花見がしたくって… - 野生のゴリラは本当に強いのか?体を張って確かめたい! - マイケル・ジャクソンのためにこのスリッパで役立ちたい! - キャイ〜ン5度のおつかい!「このインドが目にスリランカ」 - 金銀財宝を手にしたい! IN タイ - 山崎邦正・男を磨く旅 第5弾 IN アマゾン - 春の訪れを知らせたい! |

- 放送時間：日曜 22:30 - 22:55（25分）

| 放送日 / 内容 |
| --- |
| 1996年04月07日 - ゲスト：深津絵里 - 結婚式ぐらいは羽生さんの寝グセを直してあげたい! - また玉の輿にふさわしい男が現れたーっ! - マライア・キャリーに会って来たーっ! - サッチーの誕生日を祝いたい! - 尊敬するビートたけしさんのカタキを討ちたい! |
| 1996年04月13日 土曜 19:00 - 20:54 電波少年INTERNATIONAL8.1 - ゲスト：香取慎吾 - 山崎邦正・男を磨く旅 番外編 ムエタイのスタジアムで試合がしたい! - ハウス加賀谷!世界の助っ人!サグラダファミリアの建築の助っ人をしたい! - カンガルーの袋に入りたい! - スイス銀行に口座を持ちたい! |
| 1996年04月14日 日曜 23:00 - 23:25 - ゲスト：アグネス・チャン - 今夜スタート ユーラシア大陸横断ヒッチハイク - 今度こそ、東山より先に薬師丸ひろ子さんを抱きしめたい! - 青春アイランドの中に電波少年島も加えて欲しい! - 国連の力になりたーい! - ガッカリしている気象庁に春一番を呼びたい! |
| 1996年04月21日 - ゲスト：泉ピン子 - ユーラシア大陸横断ヒッチハイク - 犬の漢方薬は本当に効くのか?体を張って確かめたい! - 大田区役所の遅刻職員をビシーッと注意したい! - もんじゅは本当に大丈夫なのか! - 青少年の性の乱れを何とかしたい!'96春 - 豪邸のトイレでウンコがしたい! PART-6 |
| 1996年04月28日 - ゲスト：YURI - ユーラシア大陸横断ヒッチハイク - 日本の経済に貢献したいーっ!...と、思ったら大変なコトに気がついたーっ! - 豊臣秀吉になりたいーっ! - 若田さんの御結婚を祝って特製博多ラーメンを今度こそごちそうしたい! - 93歳の歌川さんと漢字対決をして実力のほどを確かめたい! |
| 1996年05月05日 - ゲスト：久保田利伸 - ユーラシア大陸横断ヒッチハイク - TBSの顔・筑紫哲也キャスターに電波少年にもゲスト出演して欲しい! - 「近松心中物語」の特設プールで泳ぎたい! - 私も、水島マンガに登場して結婚したい! - 末野興産の社長の椅子に座りたい! |
| 1996年05月12日 - ゲスト：定岡正二 - ユーラシア大陸横断ヒッチハイク - 唐沢寿明に褒められて大女優の道を爆進したい! - 村上龍に取れたての素敵な夢を小説用としてプレゼントしたい! - 金が欲しい! - 人間国宝を磨きたい'96 磨きの達人を磨きたい! |
| 1996年05月19日 - ゲスト：工藤夕貴 - ユーラシア大陸横断ヒッチハイク - 豪邸のトイレでウンコがしたい! PART-7 - 復元された縄文時代の土器でラーメンが食べたい! - 太田プロのお役に立ちたいーっ! |
| 1996年05月26日 - ゲスト：薬師寺保栄 - ユーラシア大陸横断ヒッチハイク - 世界一のスーパーモデル!クローディア・シファーの股間をくぐりたい! - ダイアナ妃のドレスを着て完璧なダイアナ妃になりたい! |
| 1996年06月02日 - ゲスト：長山洋子 - ユーラシア大陸横断ヒッチハイク - ダイアナ妃もやってる“浣腸ダイエット”のキャンペーンボーイになりたい! - ビートたけしさんに近づくため僕も洋七さんの頭を踏ん付けたい! |
| 1996年06月09日 - ゲスト：袴田吉彦 - ユーラシア大陸横断ヒッチハイク - 日本一のお金持ち・志村広吉さんにドーンと、昼飯をおごって欲しい! - 私のピンチをなんとかしたいーっ! |
| 1996年06月16日 - ゲスト：ダチョウ倶楽部 - ユーラシア大陸横断ヒッチハイク - 今度こそNHKと仲良くなりたい! - 女子高生のだらしないルーズソックスを片っ端から上げまくりたい! |
| 1996年06月23日 - 世帯視聴率：関東22.1% - ゲスト：室井滋 - 猿岩石ユーラシア大陸横断ヒッチハイク - たまにはイイ事をしたい! - 愛しの人、浅丘ルリ子さんにうどんの出前をしたい! - 新劇の女王杉村春子さんを抱きしめたい!! |
| 1996年06月30日 - ゲスト：原田龍二 - 猿岩石ユーラシア大陸横断ヒッチハイク - キムタクに追いついたーっ! - グレート小鹿は熊に勝てるのか?!体を張って確かめたい! |
| 1996年07月07日 - 世帯視聴率：関東20.6% - ゲスト：大川豊 - 猿岩石ユーラシア大陸横断ヒッチハイク - 緊急ロケ!今日のゲストに来て欲しい! - 桑田選手のピアノでネコふんじゃったを歌いたい! - 料理の神様が作る最後の料理が食べたい! |
| 1996年07月14日 日曜 23:00 - 23:25 - ゲスト：市毛良枝 - 猿岩石ユーラシア大陸横断ヒッチハイク - アトランタオリンピックに参加したい! - 世界が認める舞踏!山海塾の舞台に立ちたい! - さくらの“女王様”に思いっきり踏まれたい! |
| 1996年07月23日 火曜 19:54 - 21:24 電波少年GREAT2 - 世帯視聴率：関東18.0% / 関西17.9% - 猿岩石に捧げる歌 - 世界の助っ人シリーズ PART-2 アンコール遺跡の修復工事を助っ人したーい! |
| 1996年07月28日 - ゲスト：林マヤ - 猿岩石ユーラシア大陸横断ヒッチハイク - 小室哲哉と肩を並べたい! - 電飾全身タイツ隊も蒸れないタイツを作って欲しい! - 伊丹十三監督に電波少年を見せて映画作りの参考にして欲しい!! |
| 1996年08月04日 - 世帯視聴率：関東16.1% - ゲスト：鈴木蘭々 - 猿岩石ユーラシア大陸横断ヒッチハイク - 松田聖子さんを助けたい! - 将来の首相!管厚相にお中元を届けたい! - 藤山直美さんが飛べるなら僕も飛びたい! - 打倒!猿岩石企画!湾岸競争族達に「もう暴走はしない」と、約束させたい! |
| 1996年08月11日 - ゲスト：TOSHI - 猿岩石ユーラシア大陸横断ヒッチハイク - 土井議長をお見舞いしてギブスに励ましの寄せ書きがしたい! - 君島ファミリーの兄弟ゲンカを間に立って丸く収めたい! |
| 1996年08月18日 - 世帯視聴率：関東19.7% - ゲスト：勝村政信 - 猿岩石ユーラシア大陸横断ヒッチハイク - 夜中、花火で騒ぐ若者達を厳しく注意したい! - 「JET」のキャンペーンボーイになって海外進出の足掛かりにしたい! - 田中美佐子の舞台に上がり綱渡りをやると見せかけてお尻を拭きたい! |
| 1996年08月25日 - 世帯視聴率：関東19.2% - ゲスト：つんく - 猿岩石ユーラシア大陸横断ヒッチハイク - キムタクの力になりたいーっ! - 十文字選手にYAWARAちゃんのどこが良かったのか?!聞いておきたい! - 銅メダリスト・ワイナイナと「撮りっきりコニカ」でスナップ写真を撮りたい! - 橋龍からのラブレターを持ってる人大募集!                                                                                             |
| 1996年09月01日 - 世帯視聴率：関東21.0% - ゲスト：和田アキ子 - 猿岩石ユーラシア大陸横断ヒッチハイク - 月刊少女フレンド最終号の表紙を飾りたい! |
| 1996年09月08日 - 世帯視聴率：関東21.3% - ゲスト：佐野史郎 - 猿岩石ユーラシア大陸横断ヒッチハイク - 将来有望な三浦弘行五段のお嫁になりたい! - 国と国のケンカを止めたい! - 色っぽいおネエちゃんになって男子中高生のナンパを注意したい! |
| 1996年09月15日 - ゲスト：長谷川初範 - 猿岩石ユーラシア大陸横断ヒッチハイク - 緊急出動スナイパー松村 水デッポウで女性の歩きタバコを消したい! - カラスを退治して新宿の街をきれいにしたい! - 玉の輿シリーズ 強引編 婚姻届のハンコが欲しい! |
| 1996年09月22日 - ゲスト：榎本加奈子 - 猿岩石ユーラシア大陸横断ヒッチハイク - 僕のうちのトイレも掃除してもらいたい! - スーパーマリオを救いたい! |
| 1996年09月29日 - ゲスト：千秋 - 猿岩石ユーラシア大陸横断ヒッチハイク - 絵画フェスティバルに出展する奥田瑛二さんに僕の絵を描いて欲しい! |
| 1996年10月05日 土曜 19:00 - 20:54 電波少年INTERNATIONAL9 猿岩石に負ける訳にはいかないの… - ダイアナ妃の天敵パパラッチをひっぱたきたい! - コモドドラゴンは本当に強いのか体を張って確かめたい! - 怪物カレリンに勝って人類最強の男になりたい! - 怪物チェメルキンに勝って最強の男になりたい! - 電波少年鉛筆を国連で使って欲しい! - キャイ〜ン6度目のおつかい 「スイスィスイスダラダッタ!フラフランスイスイスイ」 |
| 1996年10月06日 日曜 15:30 - 16:55 電波少年 猿岩石外伝 - 室井滋がトルコ大追跡 |
| 1996年10月13日 - ゲスト：羽野晶紀 - 猿岩石ユーラシア大陸横断ヒッチハイク - 奥田瑛二さんに恩返し!ケガをした左足に僕の“つば”をつけて早く治してあげたい! |
| 1996年10月22日 火曜 19:00 - 20:54 電波少年INTERNATIONAL9.1 緊急特番 猿岩石、遂にロンドンゴール完全中継! |
| 1996年10月27日 日曜 15:30 - 16:55 電波少年 猿岩石外伝2 - 涙で書いた魂が叫んだ日記が明かす飢えと野宿の全行程の真実 |
| 1996年11月03日 - ゲスト：雛形あきこ - 猿岩石凱旋ライブIN西武球場 - 復帰した大島監督にバカヤローッ!と、怒鳴って欲しい! - サブちゃんに赤いチャンチャンコを着せたい! |
| 1996年11月10日 - ゲスト：ビビアン・スー - エアマックス狩りを体を張って注意したい! - 私の曲もアジアに進出させて欲しい! - 脚本が遅れた三谷幸喜を逆バンジーで償わせたい! |
| 1996年11月17日 - ゲスト：小泉今日子 - 脳内革命におごって欲しいーっ! - 南北アメリカ大陸縦断ヒッチハイク ついに動き出す - 小学生を誘惑するテレクラ男を小学生になって退治したい! |
| 1996年11月24日 - 世帯視聴率：関東20.0% - ゲスト：奥山和由 - 独占入手!これが猿岩石が飛行機に乗った現場だ! - ドロンズ南北アメリカ大陸縦断ヒッチハイク - 猿岩石が頑張っている間私たちも頑張っていた! |
| 1996年12月01日 - ゲスト：宝生舞 - ドロンズ南北アメリカ大陸縦断ヒッチハイク - シラク大統領に私の手作りちゃんこ鍋を食べてもらいたい! - 絶世の美女をモノにしたい! - 久保田利伸さんにあの約束を守って欲しい! |
| 1996年12月08日 - ゲスト：豊原功補 - ドロンズ南北アメリカ大陸縦断ヒッチハイク - 後輩・松たか子にバトンタッチしたい! - 新聞にある申告漏れは本当か!?ちゃんと会って確かめたい! - 松ちゃんをあっためてあげたい! |
| 1996年12月15日 - ゲスト：田中義剛 - ドロンズ南北アメリカ大陸縦断ヒッチハイク - NHKを卒業したい! - アポなしサンタの季節がやって来たー! |
| 1996年12月24日 火曜 19:00 - 20:54 電波少年INTERNATIONAL10 ボクたちは飛行機乗っていいですか? - 最高の書き初めがしたい! - 山崎邦正・男を磨く旅6 謎の吸血動物・チュパカブラスを退治したい! - 世界の助っ人 PART-3 スフィンクスの修復工事を助っ人したい! - 恐竜の化石を掘り出して御利益で結婚したい! |
| 1996年12月29日 日曜 23:00 - 23:25 - アポなしサンタ'96 |
| 1997年01月01日 水曜 21:00 - 23:09 電波少年外伝 猿岩石最後のスペシャル 祝新年につき洗いざらいお話しします… - 世帯視聴率：関東20.4% |
| 1997年01月05日 - ドロンズ南北アメリカ大陸縦断ヒッチハイク - 落選したガッツ石松をなぐさめたい! - 電波少年も3Dになりたい! - 安室奈美恵の交通安全ポスターを盗難の手からしっかり守りたい! - ロヂャース社長の機嫌を直すため“ハゲはモテる”と伝えてあげたい! - ロイターに配信してもらって世界の松村になりたい! - 宇宙酔いを体験して宇宙飛行士の仲間入りがしたい! - 羽田さんの新党を新党ドロンズにして欲しい!        |
| 1997年01月12日 - ゲスト：井上晴美 - ドロンズ南北アメリカ大陸縦断ヒッチハイク - 「ライターのガスを吸うくらいなら僕の乳首を吸って!」と言いたい! - 福嗣君をお尻ペンペンして叱ってやりたい! - 朝丘雪路さんをかつぎ上げたい! |
| 1997年01月19日 - ゲスト：イッセー尾形 - ドロンズ南北アメリカ大陸縦断ヒッチハイク - ハワイに行かせてあげたい! - マイケルに抱かれて失神と、世界中で報道されたい! |
| 1997年01月26日 - ゲスト：池谷幸雄 - ドロンズ南北アメリカ大陸縦断ヒッチハイク - 僕の新ギャグを披露してのり平師匠に受賞のお祝いをしたい! - 小沢一郎の発言を信じたい! - 電飾全身タイツ隊・日の出銀座に明かりを灯したい! |
| 1997年02月02日 - ゲスト：江守徹 - ドロンズ南北アメリカ大陸縦断ヒッチハイク - 裁判に勝って儲かった横弁におごって欲しい! - グチを聞いてあげたい! - ストーカーに狙われて悩んでいる方大募集! |
| 1997年02月09日 - ゲスト：保阪尚輝 - ドロンズ南北アメリカ大陸縦断ヒッチハイク - スタッフルームをタダで借りたい! - ドロンズの2人を表紙にして欲しい! - 建設省の一番偉い人と「高速料金5年据え置き」の指切りげんまんしたい! |
| 1997年02月16日 - ゲスト：森口博子 - ドロンズ南北アメリカ大陸縦断ヒッチハイク - ヒンギスに馬乗りされたい! - 天才登山家・野口建が思わず登ってみたくなる大きな男になりたい! - 新たな人生をスタートする大内選手へのはなむけに僕が断髪してあげたい! |
| 1997年02月23日 - ゲスト：さとう珠緒 - ドロンズ南北アメリカ大陸縦断ヒッチハイク - 太陽電池使用の電飾全身タイツ隊にバージョンアップしたい! - 高級ブランドKIMIJIMAに電波少年の新しいスタッフジャンパーを作って欲しい! |
| 1997年03月02日 - ゲスト：北澤豪 - ドロンズ南北アメリカ大陸縦断ヒッチハイク - 僕も静香とデュエットしたい! - 貫通した東京湾横断道路を誰よりも早くハイキングしたい! - 僕を助けて欲しい! |
| 1997年03月09日 - ゲスト：大石恵 - ドロンズ南北アメリカ大陸縦断ヒッチハイク - 援助交際をやめさせたい! - 裁判に買ったジェームス三木先生におごってもらおう! |
| 1997年03月16日 - ゲスト：大島さと子 - ドロンズ南北アメリカ大陸縦断ヒッチハイク - まだ抱いていなかった女優がいた! - 新しいスタッフジャンパーが欲しい! PART-2 |
| 1997年03月30日 日曜 19:00 - 20:54 電波少年INTERNATIONAL11 フジ新社屋移転記念スペシャル - ゲスト：志村けん - つぶやきシローのYESマンが行く!インドにいるダライ・ラマを8ミリカメラに収めたい! - 僕がエリザベス・テイラーの9番目の夫になりたい! - ドロンズ外伝 前田亘輝 ドロンズ大捜索!! INリオ・デ・ジャネイロ - カレリンに勝って最強の男になりたいリベンジ                                                     |
| 1997年04月06日 - 世帯視聴率：関東23.9% - ゲスト：小田茜 - ドロンズ南北アメリカ大陸縦断ヒッチハイク - 柔道王のスポンサーになりたい! - チカン電車をパトロールしたい! |
| 1997年04月13日 日曜 23:00 - 23:25 - 世帯視聴率：関東23.2% - ゲスト：藤原紀香 - ドロンズ南北アメリカ大陸縦断ヒッチハイク - 電波少年をキャンペーンしたい! - 林真理子の不倫の相手になってあげたい! - 青森県に平和を戻したい! |
| 1997年04月20日 - ゲスト：ともさかりえ - ドロンズ南北アメリカ大陸縦断ヒッチハイク - 東京MXTVを辞任する藤森社長の愚痴を聞いてあげたい! - 現役最高齢歌手の新曲発売を祝いたい! |
| 1997年04月27日 - ゲスト：ピエール瀧 - ドロンズ南北アメリカ大陸縦断ヒッチハイク - たばこボイ捨て新宿パトロール! - 三池炭鉱のみなさんと最後の炭坑節を踊りたい! |
| 1997年05月03日 土曜 19:00 - 20:54 電波少年GREAT3 - 世帯視聴率：関東17.4% 電波少年INTERNATIONAL12 - ハウス加賀谷!世界の助っ人シリーズ PART-4 - 電気代を払えないイメルダ夫人を助けたい! ドロンズ特集 - 日記でつづるドロンズの旅 - 前田亘輝よるテーマ曲完成 |
| 1997年05月04日 - 世帯視聴率：関東16.1% - ゲスト：早坂好恵 - ドロンズ南北アメリカ大陸縦断ヒッチハイク - あそこが二度とウソをつかないよう約束してきた! - ミヤコ蝶々を力いっぱい抱きたい! - 特製ちゃんちゃんこで加山雄三さんの還暦を祝いたい! - 悲しいお知らせ!さようなら松村 |
| 1997年05月11日 - 世帯視聴率：関東22.5% - ドロンズ南北アメリカ大陸縦断ヒッチハイク - 溺れた恐怖心は残っていないか?確かめたい! - くすぐりエルモ人気にあやかって、くすぐりアッコ人形も作って欲しい! - オリジナルバッグを作って欲しい! |
| 1997年05月18日 - 世帯視聴率：関東24.3% - ゲスト：大沢樹生 - ドロンズ南北アメリカ大陸縦断ヒッチハイク - コギャルの万引を取り締まりマツモトキヨシに恩返しをしたい! - 電飾全身タイツ隊リカちゃんを作って欲しい! - 松村降板事件!国民投票 |
| 1997年05月25日 - 世帯視聴率：関東17.6% |
| 1997年06月01日 - 世帯視聴率：関東17.2% - ゲスト：秋吉久美子 - ドロンズ南北アメリカ大陸縦断ヒッチハイク - 松村国民投票結果 - レギュラー司会者決定シリーズ!（アニマル梯団編） |
| 1997年06月08日 - 世帯視聴率：関東18.8% - ゲスト：佐藤藍子 - ドロンズ南北アメリカ大陸縦断ヒッチハイク - 電波少年が揺れている! - レギュラー司会者争奪サバイバルシリーズ!（雨上がり決死隊編） - 人間国宝・桂米朝の爪の垢を煎じて飲みたい! |
| 1997年06月15日 - 世帯視聴率：関東20.5% - ゲスト：吉野公佳 - ドロンズ南北アメリカ大陸縦断ヒッチハイク - 松村くん必見!視聴者からのメッセージ - レギュラー司会者争奪サバイバルシリーズ!（つぶやきシロー編） |
| 1997年06月22日 - 世帯視聴率：関東19.8% - 松村再降板反響 - レギュラー司会者争奪サバイバルシリーズ!（爆笑問題編） - 35万年前の氷で高級な水割りが飲みたい! - 投票率が51.43%を超えたらヌードになってくれる女性募集! |
| 1997年06月29日 - 世帯視聴率：関東17.7% - レギュラー司会者争奪サバイバルシリーズ!（浅草キッド編） - パーティー券を買い上げて民主党にさばいてもらいたい! - 「失楽園」に絡みたい! |
| 1997年07月06日 - 世帯視聴率：関東17.6% - レギュラー司会者争奪サバイバルシリーズ!（山田花子編） - 松本コギャル!援助交際エロジジイを注意したい! |
| 1997年07月13日 - 世帯視聴率：関東20.3% - ゲスト：観月ありさ - 長者番付1位の金光富男さんにおごって欲しい! - レギュラー司会者争奪サバイバルシリーズ!（千原兄弟編） |
| 1997年07月20日 - 世帯視聴率：関東17.2% - 鬼の蜷川幸雄に最後の灰皿を投げつけられたい! - ニセモノならば「ひまわり」が欲しい! - 前バリ・電波少年 |
| 1997年07月27日 日曜 23:00 - 23:25 - 世帯視聴率：関東21.7% |
| 1997年08月03日 - 世帯視聴率：関東19.0% - 大女優を抱きたい! - 土井たか子党首の厚化粧を落として素顔が見たい! - 葉月でいいんだったら次は私を詠んで欲しい! |
| 1997年08月10日 - 世帯視聴率：関東22.9% - 民主党とPK合戦がしたい! - 同じ兄弟なんだから鳩山兄弟におごって欲しい! |
| 1997年08月17日 - 世帯視聴率：関東19.6% - 私も美少女になりたい! |
| 1997年08月24日 - 世帯視聴率：関東19.8% - 高級ブランド品が欲しい! - 今年のアポなしサンタの為に電気製品を頂きたい! |
| 1997年08月31日 - 霞ヶ浦を救うためブルーギルを体を張って食いつくしたい! |
| 1997年09月07日 - また便器が汚れてきた! - 薬師丸ひろ子の歌声で角川春樹を慰めたい! |
| 1997年09月14日 - 世帯視聴率：関東22.4% - 社長の耳のアカを煎じて飲みたい! |
| 1997年09月21日 - 世帯視聴率：関東20.2% - 東京都知事公館の滝に打たれたい! |
| 1997年09月28日 - 日本もイギリスを見習いたい! |
| 1997年10月04日 土曜 20:10 - 21:54 電波少年INTERNATIONAL13 愛は地球を救う21 - 象に覚醒剤を射つ悪い人達を注意したい! - ハウス加賀谷!世界の助っ人 PART-5 マチュ・ピチュ遺跡の修復工事を助っ人したい! - 地雷を撤去してダイアナさんの遺志を継ぎたい! - 赤字を解消したい! - 全米進出したい! |
| 1997年10月12日 日曜 23:00 - 23:25 - 世帯視聴率：関東18.6% - 鳩山由紀夫から招待がついに来た! |
| 1997年10月25日 土曜 19:00 - 20:54 電波少年INTERNATIONAL13.1 - 世帯視聴率：関東18.5% |
| 1997年10月26日 - 世帯視聴率：関東19.2% - 全日本女子プロレス松永会長をなぐさめたい! |
| 1997年11月09日 - 世帯視聴率：関東20.3% - 僕のせいで襲われたパラダイス山元さんを助けたい! - クレオパトラの豪華な衣装を着て絶世の美女になりたい! - 亀井建設大臣にお願いしたい事がある! - ヒクソンとやるなら俺を倒してからにしろ! |
| 1997年11月23日 - ジミ婚を挙げた洋介山に結婚指輪をプレゼントしたい! |
| 1997年11月30日 - 帰って来た!レギュラー司会者争奪サバイバルレース! |
| 1997年12月07日 - 文部省の人がスタジオにいる訳は... |
| 1997年12月21日 - 亀井議員に電波少年特製ネクタイをプレゼントしたい! - 今年もあの季節がやって来た! |
| 1997年12月28日 日曜 23:00 - 23:25 - アポなしサンタ'97 |
| 1997年12月31日 水曜 21:00 - 23:45 電波少年 緊急特別番組 ドロンズ、遂にアラスカゴール極寒完全生中継! 年内ゴールするって言ってたよネ… - 世帯視聴率：関東15.9% |
| 1998年01月01日 木曜 21:30 - 23:24 電波少年INTERNATIONAL14 祝ドロンズゴール!!でもあの後ろにあるのは何? - 世帯視聴率：関東19.8% - ゲスト：ウッチャンナンチャン |

## ネット局
- 系列、ネット形態は番組終了時点（途中打ち切り局は打ち切り時点）

| 放送地域       | 放送局名           | 系列                                         | ネット形態 | 備考 |
| -------------- | ------------------ | -------------------------------------------- | ---------- | --- |
| 関東広域圏     | 日本テレビ         | 日本テレビ系列                               | 制作局     | |
| 北海道         | 札幌テレビ         | 日本テレビ系列                               | 同時ネット | 『日高晤郎のスーパーサンデー』（一時期青森放送でも同時ネットされていた）の 放送を優先したため、 開始当初は日曜正午からの時差放送(7日遅れ)だったが、 同番組の終了後の1995年4月16日より同時ネット 。 |
| 青森県         | 青森放送           | 日本テレビ系列                               | 同時ネット | 番組開始当初は金曜16:00 - の遅れネット、 1993年4月11日 - 1994年9月18日は同時ネット、 1994年10月2日 - 1997年4月3日は 『ねるとん紅鯨団』や『ハンマープライス』を放送していたため 日曜正午→木曜未明（水曜深夜）からの時差ネットに戻っていたが、 1997年4月6日から再度同時ネットとなった （お祭り特番などの場合は時差ネットであった）。 |
| 岩手県         | テレビ岩手         | 日本テレビ系列                               | 遅れネット | 当初より遅れネット（日曜正午→月曜未明（日曜深夜））。 （同時ネットされていた時期や未放送期間もあり） |
| 宮城県         | ミヤギテレビ       | 日本テレビ系列                               | 同時ネット | 『笑撃的電影箱』時代からこの時間は『モット!モット!TV』を放送していたため、 金曜未明（木曜深夜）に3か月半遅れで放送していたが、 1995年4月16日より同時ネット。 |
| 秋田県         | 秋田放送           | 日本テレビ系列                               | 遅れネット | 1992年10月1日 23:55 - 放送開始、 笑撃的電影箱時代の終了時点では水曜 1:40 -（火曜深夜）の、 終了時点では金曜未明（木曜深夜）からの遅れネット。 |
| 山形県         | 山形テレビ         | フジテレビ系列                               | 遅れネット | 開始当初は不定期放送 |
| 山形県         | 山形放送           | 日本テレビ系列                               | 同時ネット | 山形テレビが1993年4月1日にフジテレビ系列からテレビ朝日系列に ネットチェンジしたのに伴い、 1993年4月4日から同時ネットで放送開始。 |
| 福島県         | 福島中央テレビ     | 日本テレビ系列                               | 同時ネット | 『笑撃的電影箱』時代は非ネット、 枠解体後の1994年4月3日より同時ネットでネット開始。 当日は『オシャレ30・30』が60分スペシャルだったため、 『電波少年』が先行してネット開始となっている。 |
| 山梨県         | 山梨放送           | 日本テレビ系列                               | 同時ネット | 初期の数年間は関西テレビの『ねるとん紅鯨団』や『ハンマープライス』を 放送していたため、 後者の放送時間が変更されるまで同時ネットされなかった。 開始当初は金曜未明（木曜深夜）の遅れネット、 1994年4月3日より同時ネット |
| 新潟県         | テレビ新潟         | 日本テレビ系列                               | 同時ネット | 開始当初は木曜未明（水曜深夜）の遅れネット、 1993年11月7日から同時ネット。 |
| 長野県         | テレビ信州         | 日本テレビ系列                               | 遅れネット | 開始当初は土曜未明（金曜深夜）、 終了時点では日曜未明（土曜深夜）での遅れネット 同じ時間帯では『信州2230TV』を放送 |
| 静岡県         | 静岡第一テレビ     | 日本テレビ系列                               | 同時ネット | 開始当初は日曜未明（土曜深夜）の遅れネット、 1992年10月11日から同時ネット。 |
| 富山県         | 北日本放送         | 日本テレビ系列                               | 同時ネット | 開始当初は非ネット、 1992年10月11日から同時ネットで放送開始。 |
| 石川県         | テレビ金沢         | 日本テレビ系列                               | 同時ネット | 開始当初から同時ネット。 |
| 福井県         | 福井放送           | 日本テレビ系列 テレビ朝日系列                | 遅れネット | 打ち切りと再開を繰り返し、 開始当初 - 11月26日の木曜未明（水曜深夜）、1995年4月11日 - 1996年3月26日の火曜未明（月曜深夜）、 1997年4月16日 - 9月24日の水曜16:00 -、 1997年10月1日 - 1998年1月21日の水曜未明（火曜深夜）からで放送された。                                                                                           |
| 中京広域圏     | 中京テレビ         | 日本テレビ系列                               | 遅れネット | 1993年10月3日に日曜未明（土曜深夜）での遅れネットで放送開始、 1994年4月から1995年3月は土曜・日曜の午後に不定期放送、 1995年4月1日 - 1996年9月28日は土曜17:00 - 、 1996年10月3日 - 1997年9月25日は木曜1:00 - （水曜深夜）、 1997年10月4日 - は土曜12:00 - 同じ時間帯では『P.S.愛してる!』を放送                                     |
| 近畿広域圏     | 読売テレビ         | 日本テレビ系列                               | 遅れネット | 1994年4月7日に金曜未明（木曜深夜）での遅れネットで放送開始、 1995年10月12日より 1:00 - （水曜深夜）、 1996年10月9日より 1:40 - （火曜深夜）、 1997年10月10日より 0:50 - （木曜深夜）。 同じ時間帯では『大阪ほんわかテレビ』を放送。                                                                                                |
| 鳥取県・島根県 | 日本海テレビ       | 日本テレビ系列                               | 同時ネット | 開始当初から同時ネット。 |
| 広島県         | 広島テレビ         | 日本テレビ系列                               | 遅れネット | 開始当初は土曜正午、終了時点では日曜11:45 - の遅れネット 同じ時間帯では『進め!スポーツ元気丸』を放送。 |
| 山口県         | 山口放送           | 日本テレビ系列                               | 同時ネット | 山口朝日放送開局以前は、テレビ朝日の時代劇のうち、 本来は木曜20時台に放送される作品（『名奉行 遠山の金さん』ほか）の 時差ネットのため、開始当初は非ネット、 笑撃的電影箱時代の1993年10月3日から同時ネットで放送開始。 |
| 徳島県         | 四国放送           | 日本テレビ系列                               | 遅れネット | 1997年10月5日 1:00 - （4日深夜）放送開始。 終了時点では日曜未明（土曜深夜）からの遅れネット。 |
| 香川県・岡山県 | 西日本放送         | 日本テレビ系列                               | 同時ネット | 番組スタートから同時ネットしていたものの、 初期ではローカルの特番で潰れることがしばしばあった。 |
| 愛媛県         | 南海放送           | 日本テレビ系列                               | 同時ネット | 伊予テレビ（現:あいテレビ）開局以前は『ナショナル劇場』、 あいテレビ開局後はテレビ朝日の日曜20時台の遅れネットを行っており、 1992年7月22日 - 1992年9月30日、1994年3月23日 - 1995年3月29日において 水曜未明（火曜深夜）からの遅れネットだった。 1995年4月16日から同時ネット。                                                       |
| 高知県         | 高知放送           | 日本テレビ系列                               | 遅れネット | 高知さんさんテレビ開局以前は フジテレビの連続ドラマ（『木曜劇場』などの月9以外の枠）を番販ネット、 その後も『THE夜もヒッパレ』を遅れネットしていたため、 特番を除いて日曜日の昼に時差放送していた。 （開始当初は火曜未明（月曜深夜）、終了時点では水曜16:55 - ）                                                                   |
| 福岡県         | 福岡放送           | 日本テレビ系列                               | 遅れネット | 土曜17:00 - の遅れネット。 同じ時間帯では『ナイトシャッフル』を放送。 |
| 長崎県         | 長崎国際テレビ     | 日本テレビ系列                               | 同時ネット | 開始当初から同時ネット。 |
| 熊本県         | くまもと県民テレビ | 日本テレビ系列                               | 同時ネット | 当初『ファッション通信』を放送していたため日曜の昼に遅れネット。 1996年10月13日より同時ネット |
| 大分県         | 大分放送           | TBS系列                                      | 遅れネット | 開始当初は水曜未明（火曜深夜）の遅れネット、1992年9月30日で打ち切り。 |
| 大分県         | テレビ大分         | 日本テレビ系列 フジテレビ系列                | 遅れネット | 1993年10月19日に火曜17時台で放送開始、1994年4月23日に土曜23:00 - に移動、 1994年10月8日に土曜18:30 - に移動を繰り返すも1995年3月25日で再度打ち切り、 1997年4月5日に土曜23:00 - で再開。 |
| 宮崎県         | テレビ宮崎         | フジテレビ系列 日本テレビ系列 テレビ朝日系列 | 遅れネット | 1994年4月8日 0:40 - （7日深夜）放送開始。 ローカル編成のため、木曜未明（水曜深夜）からの遅れネット。 |
| 鹿児島県       | 鹿児島読売テレビ   | 日本テレビ系列                               | 同時ネット | 開始当初は未開局であるが、先行局では非ネット。 サービス放送期間中の1994年3月27日から同時ネット。 |
| 沖縄県         | 琉球放送           | TBS系列                                      | 遅れネット | 基本的に2週間遅れで深夜帯（開始当初は木曜未明（水曜深夜）、 終了時点では水曜未明（火曜深夜））の放送。 |

- 放送枠がローカルセールス扱いとなっている関係上、系列局であっても自社制作のローカル番組の放送や他系列局番組の遅れネットなどを優先して同時ネットしない地方局が存在した[注 20][注 21]。

## テーマ曲

### オープニングテーマ
- The Wall 〜長城〜（BEYOND）

### エンディングテーマ
1. 「The Wall 〜長城〜」BEYOND（1992年7月5日 - 1993年3月28日）
2. 「アポなしの恋」電波子・松村邦洋・松本明子（1993年4月4日 - 8月8日）
3. 「ただ抱きしめるだけの愛で悲しませないつもりなんて」パーコパコ（1993年8月15日 - 1994年1月30日）
4. 「ネコなんだもん」松本明子（1994年2月6日 - 3月20日）
5. 「たとえば、ずっと…」松本明子（1994年3月27日 - ）

- 「シンネコしましょう」MASAHARU & NAMIKO
- 「レミレミ」神森徹也
- 「I LOVE FIFA WORLD CUP」李博士
- 「YELLOW YELLOW FIRE」CASCADE
- 「Ivory trees」La'cryma Christi
- 「FOOL」Paradise Lost
- 「とまらない鼓動」VINYL

## スタッフ
- 構成：小山薫堂、海老克哉、そーたに、都築浩、田中直人、中野俊成、澤井康成、鮫肌文殊、おちまさと（中期以降から参加） 他
- チーフプロデューサー：棚次隆（途中から）
- 演出・プロデューサー：土屋敏男（1993年5月30日までは演出のみ、同年6月6日よりプロデューサー兼任）
- プロデューサー：篠木為八男（1992年7月5日 - 1993年5月30日）、長濱薫（当時・NTV映像センター 現・AX-ON）、小西寛（当時・THE WORKS 現・K-max）
- ディレクター：〆谷浩斗（当時・NTV映像センター）、香川春太郎、飯山直樹（現・K-max）、横井仁、川端基浩、塩野智章、飯島冬貴、中西太、中村元信（読売テレビ）、山下柚樹、小笠原豪、似鳥利行、北村英樹、古立善之、篠宮浩司　他
- TD (テクニカルディレクター)：武藤慶一、寺西祥次、貫井克次郎
- SW (スイッチャー)：若松忠彦、松村興、秋山真、高梨正利、新開宏、森本佳秀、村松明、江村多加司
- CAM (カメラマン)：清田彦太郎、渡辺茂雄、神崎正斗、石井一雄、米田博之、鈴木博、山田祐一、中原和一、木村博靖
- MIX (オーディオミキサー)：小池太郎、飯地浩美、坂本親保、大島康彦、掛川陽三郎、島田広行、鈴木英典、鈴木佳一、斎(斉)藤勝彦
- VE (ビデオエンジニア)：浅田昌、岡靖、中鉢加奈子、小熊透、梅津孝一、吉田亘、熨斗賢司、牧野和侑、古川誠一、柴田康弘
- LD (ライティングディレクター)：瀬尾泰宏(次)、谷田部恵美、大川俊行、細川登喜二、東城右二、阿久津敬一、蜂谷道雄、佐野利喜男、渡辺一成
- VTR：早川義人、小林一博
- 美術：石川啓一郎
- デザイン：小林俊輔
- 編集・MA (マルチオーディオ)：SonyPCL（千葉元志・河内憲統(義続)・永井広幸・早澤淳一郎・石坂郁夫・桜井克昌・角谷隆介・髙田弘隆・木村俊一）／HAC ヒューマックスアルファチャンネル（村原太・木原裕司・東里聡・番匠康雄）／パークタワーウエスト（須藤康則・横山良一・中野栄滋・藤田博之・白井俊彦・小原洋一・角本憲一）
- CG：コスモスタジオ
- TK (タイムキーパー)：山沢啓子
- 音響効果：花岡英夫（CUBIC）
- 広報：深堀恵美子、織田弘美、阿部真一郎、高木雪
- ロケ技術：NTV映像センター、スウィッシュ・ジャパン
- 技術協力：日放、ヌーベルバーグ
- スタイリスト：高尾万寿子（松村担当）、稲葉加奈子、佐藤ミサキ
- AP (アシスタントプロデューサー)：中井信介、赤間佳彦
- 制作協力：THE WORKS、NTV映像センター、零CREATE
- 制作著作：日本テレビ